# سوزوكي فيتارا
مازدا بروسيد ليفانتي (بالإنجليزية: Mazda Proceed Levante) هي سيارة من تصنيع شركة سوزوكي.

## المقدمة
سوزوكي فيتارا هي سلسلة من سيارات الدفع الرباعي أنتجتها سوزوكي في أربعة أجيال منذ عام 1988. عُرف طرازا الجيل الثاني والثالث باسم سوزوكي جراند فيتارا، مع تجنب السلسلة الرابعة والحالية «جراند».
في اليابان وعدد من الأسواق الأخرى، استخدمت جميع الأجيال اسم سوزوكي إسكودو. تم تصميم السلسلة الأصلية لملء الفتحة الموجودة فوق سوزوكي جيمني. كان الجيل الأول معروفًا باسم سوزوكي سايدك في الولايات المتحدة.
تم إنتاج نسخة أمريكا الشمالية كمشروع مشترك بين سوزوكي وجنرال موتورز المعروف باسم كامي. تم بيع سايدك  في شارات مختلفة مثل جيو تريكر (شيفروليه تراكر بداية عام 1998 موديل عام) في الولايات المتحدة، وباعتبارها جيمس تركر وشيفروليه تراكر وأسونا سونرنر وبونتيك سونرنر في كندا. تم بيعها أيضاً باسم ساناتانا 300 و350 في إسبانيا. في السوق اليابانية، تم بيعها أيضاً باسم مازدا بروسيد ليفانتي.
تم إطلاق الجيل الثاني في عام 1998 تحت شارة «جراند فيتارا» في معظم الأسواق. كانت مصحوبة بسيارة دفع رباعي أكبر حجماً تُعرف باسم سوزوكي إكس إل 7 (المعروفة باسم جراند إسكودو في اليابان).  تم إطلاق الجيل الثالث في عام 2005.
الجيل الرابع، الذي تم إصداره في عام 2015، عاد إلى الاسم الأصلي «فيتارا» في معظم الأسواق، لكنه تحول من سيارات الدفع الرباعي للطرق الوعرة إلى أسلوب كروس أكثر توجهاً نحو الطريق. تشترك في المنصة والعديد من المكونات مع إس كروس SX4، كروس أوفر صغير في فئة مماثلة.

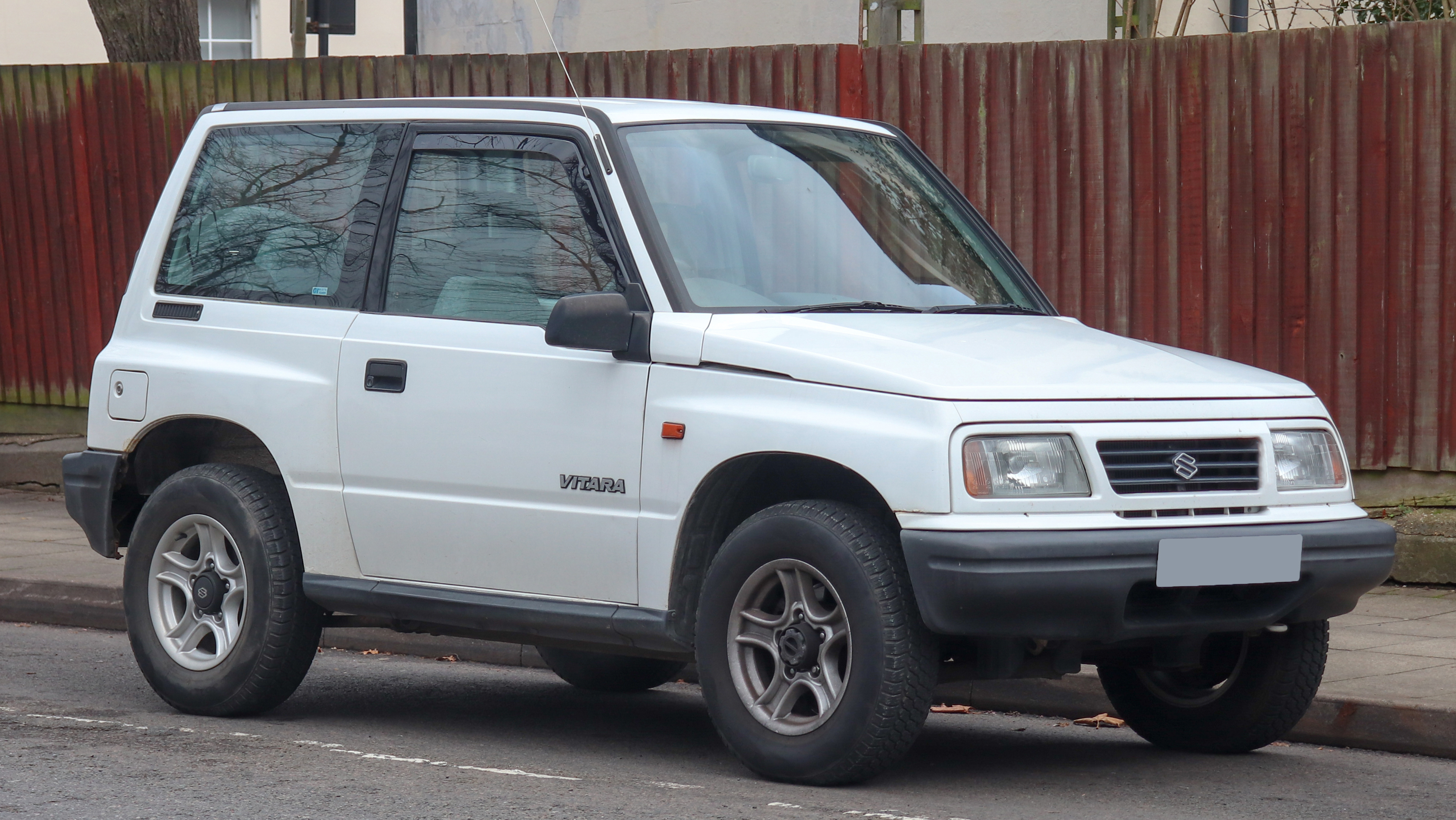
الجيل الأول (إي تي-تي إي)

| نظرة عامة         | نظرة عامة |
| ----------------- | --- |
| وتسمى أيضا        | - سوزوكي إيسكودو - سوزوكي الصاحب - مازدا تقدم ليفانتي - سانتانا 300/350 - شيفروليه المقتفي - (الصين) / شيفروليه فيتارا - (إكوادور/ كولومبيا / فنزويلا) |
| إنتاج             | 1988-1998 |
| سنوات النموذج     | 1989-1999 |
| الجسم والشاسيه    | |
| صف دراسي          | - ميني دفع رياعي |
| نمط الجسم         | - 2 باب قابل للتحويل - 3 و5 أبواب دفع رباعي |
| مجموعة نقل الحركة | |
| محرك              | - 1.8 لتر J18 I4 - (1996-1998 سايدك سبورت) - 2.0 لتر H20A[بحاجة لمصدر] V6 - 1.9 لتر ديزل XUD I4 - 2.0 لتر ديزل RF I4 - 2.0 لتر HDi ديزل I4 |
| الانتقال          | - دليل 5 سرعات - 3 سرعات أوتوماتيكية - 4 سرعات أوتوماتيكية |
| الأبعاد           | |
| قاعدة العجلات     | 3 أبواب: 86.6 بوصة (2200 ملم)5 أبواب: 97.6 بوصة (2479 ملم) |
| الطول             | 3 أبواب: 143.7 بوصة (3650 ملم) (1996-1998)142.5 بوصة (3620 ملم) (1989-1995)5 أبواب: 158.7 بوصة (4031 ملم)5 أبواب رياضية: 162.4 بوصة (4125 ملم) |
| عرض               | 3 أبواب: 65.2 بوصة (1,656 ملم) (1996-1998)64.2 بوصة (1631 ملم) (1989-1995)5 أبواب: 64.4 بوصة (1,636 ملم)5 أبواب رياضية: 66.7 بوصة (1694 ملم) |
| ارتفاع            | - 3 أبواب: 64.3 بوصة (1633 ملم) (دفع ثنائي، 1992-1993 و1996-1998) - 65.6 بوصة (1.666 ملم) (1989-1991) - 65.1 بوصة (1.654 ملم) (دفع رباعي، 1992-93 و 1996-1998) - 64.4 في (1636 ملم) (دفع ثنائي 1994-95) - 65.2 بوصة (1.656 ملم) (دفع رباعي 1994-95) - 5 أبواب: 65.7 بوصة (1669 ملم) (دفع - ثنائي) 66.5 بوصة (1689 ملم) (دفع رباعي)66.3 بوصة (1,684 ملم)) (رياضية) |

## الجيل الأول

### الجيل الأول (إي تي \ تي إي 1988)
تم تقديم إسكودو لأول مرة في السوق المحلية اليابانية في يوليو 1988. الاسم مشتق من «إسكودو»، الوحدة النقدية للبرتغال قبل اعتماد اليورو. أصبح صيدك في أمريكا الشمالية متاحاً لعام 1989 كسيارة قابلة للتحويل ببابين أو سقف صلب. يتوفر محرك سوزوكي جي 16 سعة 1.6 لتر، وثماني صمامات، وأربع أسطوانات بحقن وقود 80 حصان (60 كيلو واط) في جي إكس وجي إل إكس.
جلب عام 1990 حذف نسخة جي إل إكس الراقي. نسخة مكربنة بدون محول حفاز كانت متاحة لبعض الأسواق؛ ينتج هذا النموذج 75 حصان (55 كيلو واط) عند 5250 دورة في الدقيقة.
في أغسطس 1990، تلقت السوق اليابانية إصداراً من ستة عشر صماماً بقوة 100 حصان (73.5 كيلو واط) بالإضافة إلى ناقل حركة أوتوماتيكي اختياري رباعي السرعات.
في الوقت نفسه، تم إيقاف إصدار فان التجاري. بعد ثلاثة أشهر، تم تقديم نسخة بخمسة أبواب مع قاعدة عجلات مطولة؛ تم بيعها باسم «إسكود نوماد» في اليابان. كان يعتقد أن الأبواب الخمسة سوف تتداخل مع الأبواب الثلاثة الأقصر في السوق؛ بدلاً من ذلك، استقطبت شريحة جديدة بالكامل وتضاعفت المبيعات في السوق اليابانية المحلية نتيجة لذلك. جلب عام 1991 إدخال الفرامل الخلفية المانعة للانغلاق. بدأت عمليات التسليم الأوروبية للنسخة ذات الخمسة أبواب في صيف عام 1991.
في ديسمبر 1994، تمت إضافة 2.0 V6 (أول ستة أسطوانات من سوزوكي) و2.0 لتر مازدا سورسدل تيربو ديزل، في المقابل، حصلت مازدا على بيع سكودو في السوق اليابانية باسم مازدا بروسيد ليفانتي.
وصل خيار الديزل إلى أوروبا في أوائل عام 1996. في عام 1996، تلقت فيتارا عملية تجميل، مما يعني أن محرك V6 تم تكبيره إلى 2.5 لتر بينما تم إدخال محرك رباعي الأسطوانات سعة 2.0 لتر في النطاق. في اليابان، تم إسقاط علامة «نوماد» من سيارات إسكودو ذات الأبواب الخمسة. لطراز عام 1996، قدمت سوزوكي إكس 90، والتي كانت مطابقة ميكانيكياً لـفيتارا\إسكودو ولكن كان لديها هيكل أكثر استدارة، وجذع، وسقف تي بار قابل للإزالة.
اختفت سوزوكي إكس 90 من تشكيلة سوزوكي بعد عام 1998. تم استبدال البديل الرياضي بـ جراند فيتارا في عام 1999.

### متاجر أجنبية

#### أمريكا الشمالية
بالنسبة لعام 1992، تم تقديم محرك سوزوكي G16B بقوة 95 حصان (71 كيلو واط)، 1.6 لتر، 16 صماماً إلى الولايات المتحدة. تم تحديث سيديك الأصلي في عام 1996 بإصدار رياضي جديد متوفر بقوة 120 حصان (89 كيلو واط)، محرك سوزوكي J18 سعة 1.8 لتر و16 صماماً رباعي الأسطوانات. كان لدى سبورت أيضاً وسائد هوائية مزدوجة وطلاء بلونين وعجلات معدنية مقاس 16 بوصة. جلب 1993 تحديثاً للاندفاعة بالتزامن مع الخارج. هناك أيضاً إصدار محدود للغاية يسمى فيتارا روسيني والذي جاء باللون الوردي المعدني مع مقصورة داخلية من الجلد الكريمي، تم إنتاج 250 فقط من هذا الطراز في جميع أنحاء العالم.

#### أستراليا
في أستراليا، كان هناك نموذجان متاحان. فيترا إل إكس وفيترا جي إل إكس. عرضت جي إل إكس نوافذ كهربائية ومصدات بلون الهيكل. تميز كلا الإصدارين بمحرك 1.6 لتر: G16a (كربوريتر) في 4 أبواب، تم تقديمه عام 1992، 2 باب حصل على G16b من 1994. في مايو 1997، قدمت سوزوكي (1995) J420 محرك 2.0 لتر 4 صمامات / أسطوانة مزدوج كامة علوية مع كل من موديلات السقف المرن والسقف الصلب. تم تصنيف هذا المحرك عند 97 كيلو واط (130 حصان) عند 6300 دورة في الدقيقة. في الوقت نفسه، استلمت الطرازات ذات الأبواب الخمسة محرك 1998 J620 سعة 2.0 لتر V6. كانت قوة المحرك المقدرة لطرازات V6 ذات الخمسة أبواب 100 كيلوواط (134 حصان) عند 6500 دورة في الدقيقة.
تم تسمية بعض المتغيرات سعة 1.6 لتر للطرازات ذات الأبواب الثلاثة باسم سوزوكي فيتارا ريبل. ظهرت العديد من أشكال الطلاء أو الزخرفة أو الملصقات كتمارين تسويقية أثناء تشغيل النموذج في أستراليا. تم بيع جميع الطرز في أستراليا على شكل محركات رباعية الدفع. تميزت الأوتوماتيكية المبكرة ذات الثلاثة أبواب بناقل حركة سبيد 3، يُزعم أنه مشتق من وحدة بيجو، والتي لم تكن قوية مثل ناقل الحركة الأوتوماتيكي ذو السرعة العالية سبيد 4 الذي تم بناؤه من سوزوكي.
كان الفرق الخلفي في سلسلة فيتارا الأولى معروفاً بالعامية باسم «اليابانية 9 بوصات» لأنه كان فرقاً قوياً جداً ويصعب إتلافه، حتى مع الإطارات الضخمة. كانت العوارض الأمامية أقل قوة، وتلك ذات غلاف الألمنيوم كانت الأضعف. لم يكن التباين الأمامي مع السكن الفولاذي متاحا على نطاق واسع ولكن تم البحث عنه بواسطة المعدلات.

#### إندونيسيا
في إندونيسيا، باعت سوزوكي الطراز ذو الخمسة أبواب فقط، والذي تم تقديمه لأول مرة باسم سوزوكي فيتارا في أغسطس 1992. أطلقت سوزوكي نسخة ذات دفع ثنائي (الدفع بالعجلات الخلفية) باسم سوزوكي إيسكودو في أواخر عام 1993 لاستهداف سوق السائقين الحضريين والتهرب من الضرائب المرتفعة على المركبات ذات الدفع الرباعي، في حين ظلت سيارة فيتارا ذات الدفع الرباعي متاحة  حتى مايو 1994. بدأت مبيعات سوزوكي إيسكودو في أوائل عام 1994. في أبريل 1995، قدمت سوزوكي صيدك، وهي نسخة ذات مواصفات أقل من إسكودو، كنموذج مبتدئ.
إندونيسيا هي السوق الوحيد في العالم الذي حصل على جميع الأسماء الثلاثة المختلفة لـ إسكودو. في وقت لاحق، تم تقديم طرازات ذات 5 أبواب فقط بمحرك بنزين سعة 1.6 لتر، بدون ناقل حركة أوتوماتيكي. في أوائل عام 1995، تلقى فيتارا نظام حقن الوقود وتم تسويقه على أنه فيتارا إي بي آي (الحقن الإلكتروني للبنزين). ومع ذلك، نظراً لارتفاع السعر كثيراً، تم بيع فيترا إي بي آي بشكل سيئ واعتبر لاحقاً عنصراً جامعاً نظراً لندرته. أيضاً لعام 1995، حصلت فيتارا على تصميم داخلي جديد. انتهى الإنتاج الرسمي لهذا الجيل في عام 2006 مع نهاية سانتانا 300/350.

#### المملكة المتحدة
في المملكة المتحدة، تم تقديم طرازين إضافيين من أطقم الجسم. تم بيع بعض الطرز ذات البابين مع مجموعة أدوات تصنيع المعدات الأصلية تسمى ويدبوي، والتي تحتوي على أقواس عجلات أوسع، وخطوات جانبية وعجلات معدنية بعرض 8 بوصات. كانت فاتبوي أيضاً عبارة عن مجموعة أدوات تحويل شهيرة، قدمتها شركة سوزي كيوس، التي تقع في أولدبيريا، برمنغهام، المملكة المتحدة. تتميز طرازات فات بوي المحولة بمستويات مختلفة من القطع، حيث تتميز معظم إطارات كوبر كوبرا الرياضية، وعجلات معدنية بعرض 10 بوصات، ومصابيح خلفية مختلفة مدمجة في المصد الخلفي، بالإضافة إلى خيارات تصميم إضافية مثل اللوحات الطينية، والجوانب الجانبية، وقضيب الثيران على شكل A، ومساعدة عالية  أضواء الشعاع.
كان سوزوكي فيتارا التجاري متاحاً في المملكة المتحدة. لقد كانت شاحنة صغيرة من طراز فيتارا بثلاثة أبواب من سانتانا، بدون نوافذ خلفية. كانت فيتارا التجارية على مستوى القطع جي إكس 1.9 تي دي، وامتلك محرك ديزل بيجو إكس يو دي 1.9.

#### النرويج
في النرويج، تم بيع نسخة معدلة من النسخة ذات الخمسة أبواب مع سقف من الألياف الزجاجية أطول مع لوحات تسجيل الشاحنة الخضراء لتجاوز بعض قوانين الضرائب. لم يكن لهذه الطرز مقاعد خلفية وشبكة تفصل بين المقاعد الأمامية والمقصورة الخلفية. بالإضافة إلى ذلك، كان لهذه القضبان قضبان سقف طولية وقضبان سقف عرضية خاصة قابلة للإزالة. رفوف السقف العادية التي يُراد تركيبها في الرافعات تتناسب مع القضبان الطولية، لكنها تقف أطول من الرفوف العادية المثبتة. تم تحويل العديد منها فيما بعد إلى سيارات ركاب ذات 5 مقاعد مع لوحات تسجيل بيضاء عادية. تم تعديل جميع فيتاراس التي تم بيعها في النرويج (والدول الاسكندنافية الأخرى) بحيث يتم تشغيل الضوء المنخفض تلقائياً مع تشغيل المحرك، على غرار دي آر إل على إصدارات كامي من السيارة.

#### أوروبا
حقق فيتارا نجاحاً فورياً في جميع أنحاء أوروبا. سنت إيطاليا قانوناً يسمح للسائقين على الطرق الوعرة بتجاوز حصص إي إي إ سي على الواردات اليابانية، مما يسمح ببيع فيتارا هناك دون حدود. في عام 1988، أصدرت وزارة التجارة الخارجية الإيطالية قانوناً يتطلب «قفلًا تفاضليًا واحداً على الأقل» حتى يتم اعتبار السيارة سائقاً للطرق الوعرة - وهو مطلب لم تستوفه فيتارا. وهكذا، اعتباراً من 1 يناير 1989، أصبحت فيتارا خاضعة للحصة في السوق الإيطالية أيضاً، حيث تم تصنيفها الآن على أنها سيارة ركاب. في أوائل عام 1996 بدأت الأسواق الأوروبية في تلقي نموذج الديزل.
قامت سانتاتا موتور ببناء هذه المركبات وبيعها على حد سواء باسم سانتانا 300/350 وسوزوكي فيتارا، للتحايل على حصة إي إي سي على الواردات اليابانية. تحتوي طرازي 300 و350 على مصابيح أمامية دائرية ومصابيح خلفية، وهي النسخة الوحيدة من السيارة التي تحتوي على مصابيح ضباب مثبتة في المصد الأمامي من المصنع. من ناحية أخرى، تبدو طرازات فيتارا الإسبانية الصنع متطابقة تقريباً مع الموديلات اليابانية الصنع، وهي تحمل شعار سوزوكي في الشبكة.
تختلف جودة الصلب والطلاء بين الطرازين الإسباني والياباني، وكلاهما شائع في جميع أنحاء أوروبا. لذلك، فإن فيتاراس الإسبانية الصنع و300 / 350 أكثر عرضة للصدأ في مناخات شمال أوروبا من نظيراتها اليابانية الصنع من نفس العمر والمسافة المقطوعة. بالإضافة إلى ذلك، كانت هذه المركبات ذات عزل أقل من تلك اليابانية لأنها بنيت في المناخات الأكثر دفئاً. كما تم تصدير بعض هذه إلى أمريكا الجنوبية. بعض الاختلافات الملحوظة بين الطرازين الياباني والإسباني هي عجلات مختلفة، ومخططات وتفاصيل طلاء مختلفة، وحواف بلاستيكية جانبية مختلفة، وتفاصيل داخلية عن تلك الإسبانية في الخشب المزيف، وحروف رمز VIN.
نسخة معدلة أخرى من 5 أبواب كانت متاحة في هولندا. كانت شاحنة مماثلة لتلك النرويجية، ولكن كان لها بديل مختلف لسقف الألياف الزجاجية.

### المعرض

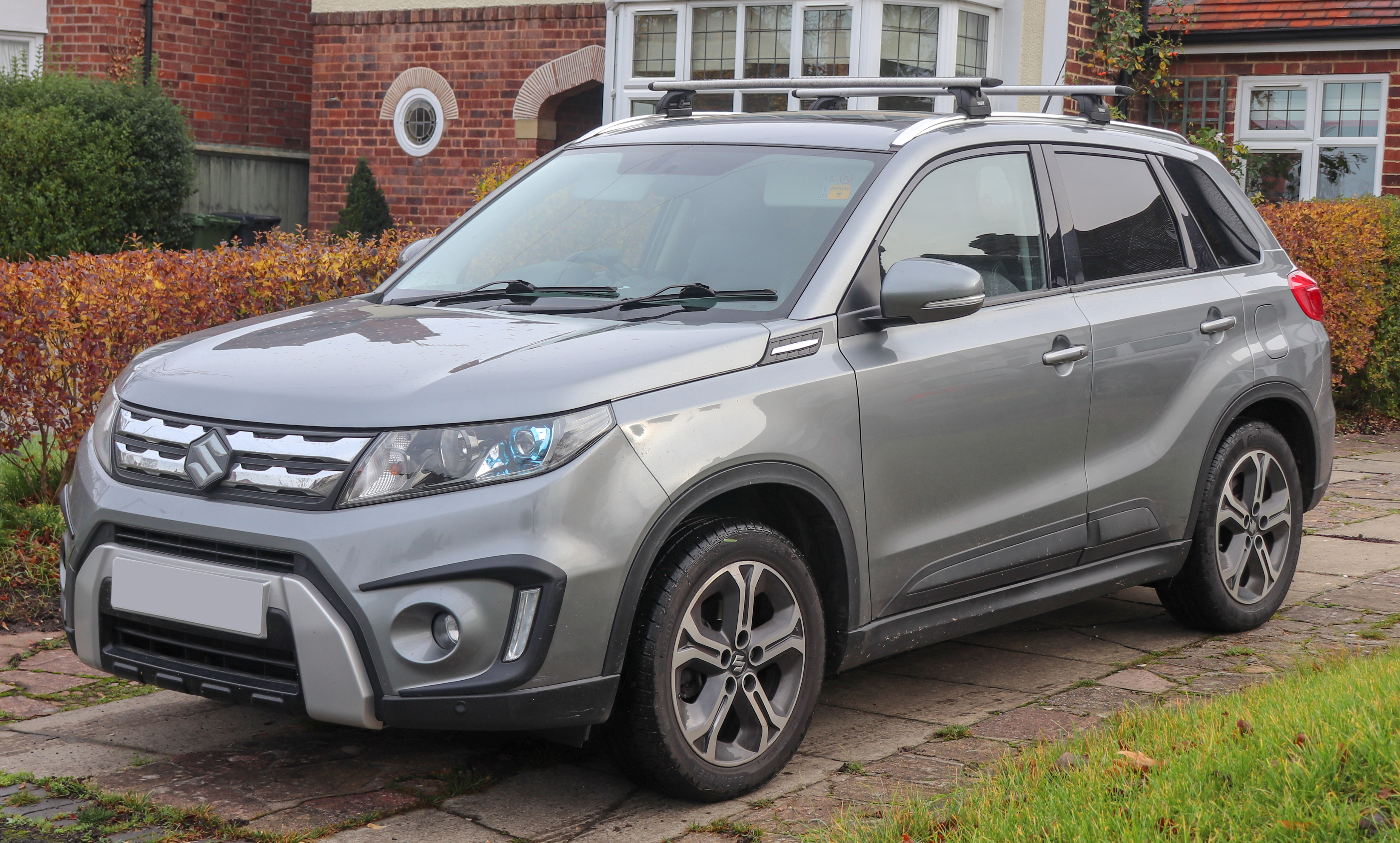
الجيل الرابع (إل واي)

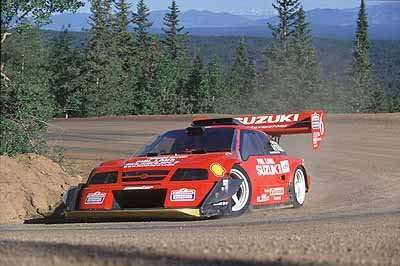
محرك V6 إسكودو، الذي أنهى بين عامي 1996 و2000 المركز الثاني في بيكس بيك ثلاث مرات وفاز في كوين ستون ثلاث مرات.

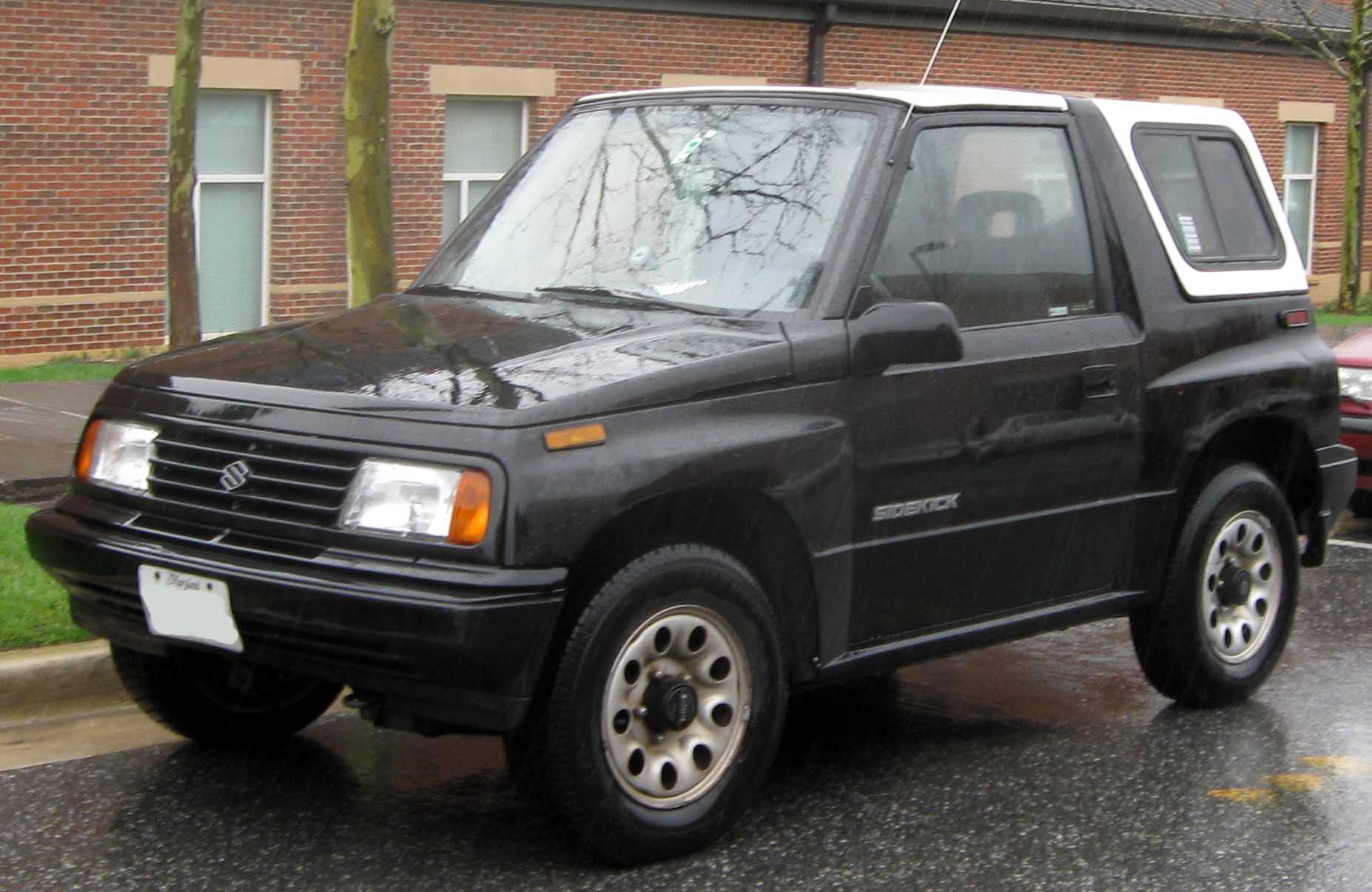
1989-1991 سوزوكي سايدك 3 أبواب (الولايات المتحدة)
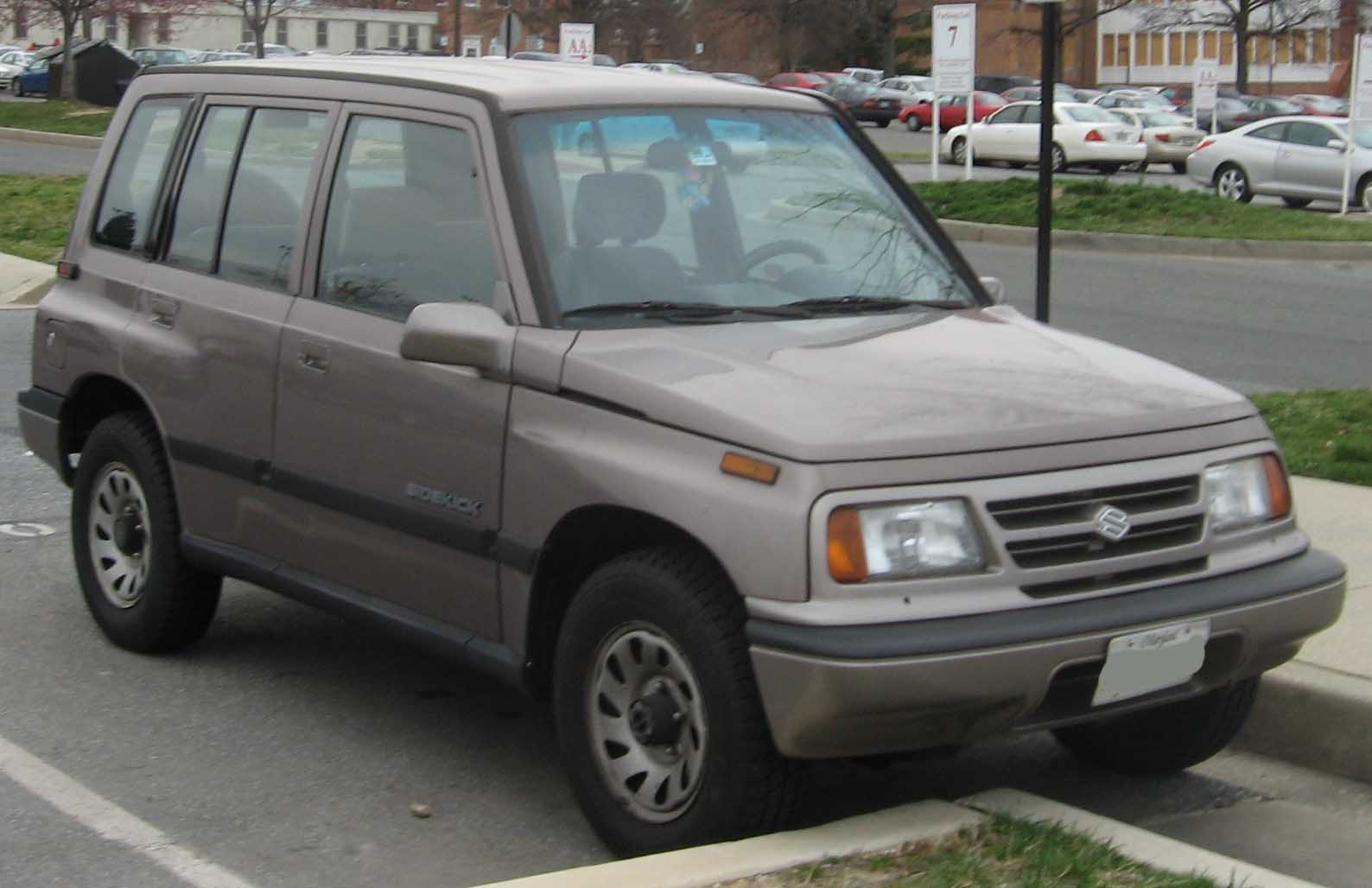
سوزوكي سايدك JX 5 أبواب (الولايات المتحدة)
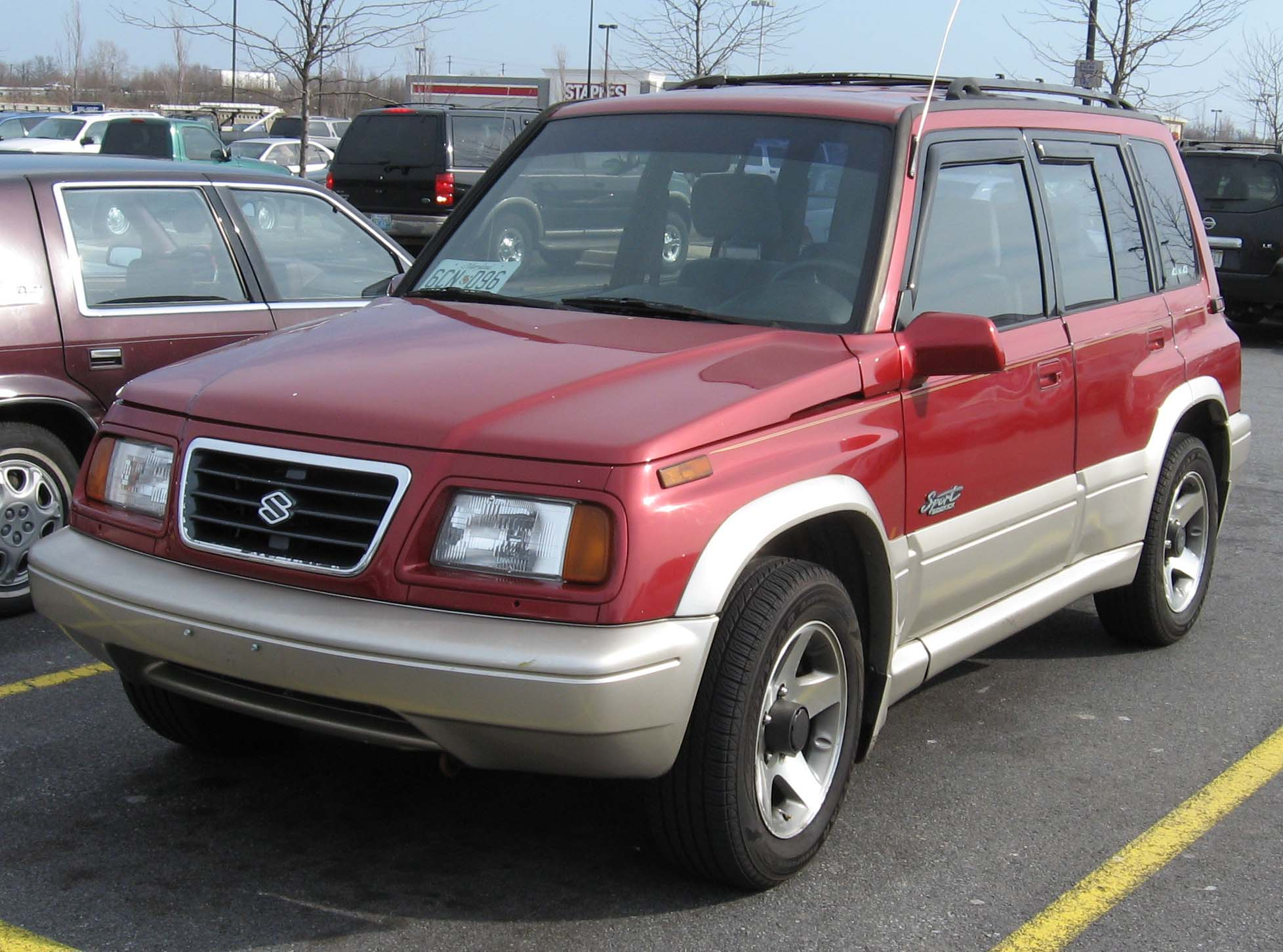
سوزوكي سايدك سبورت 5 أبواب (الولايات المتحدة)
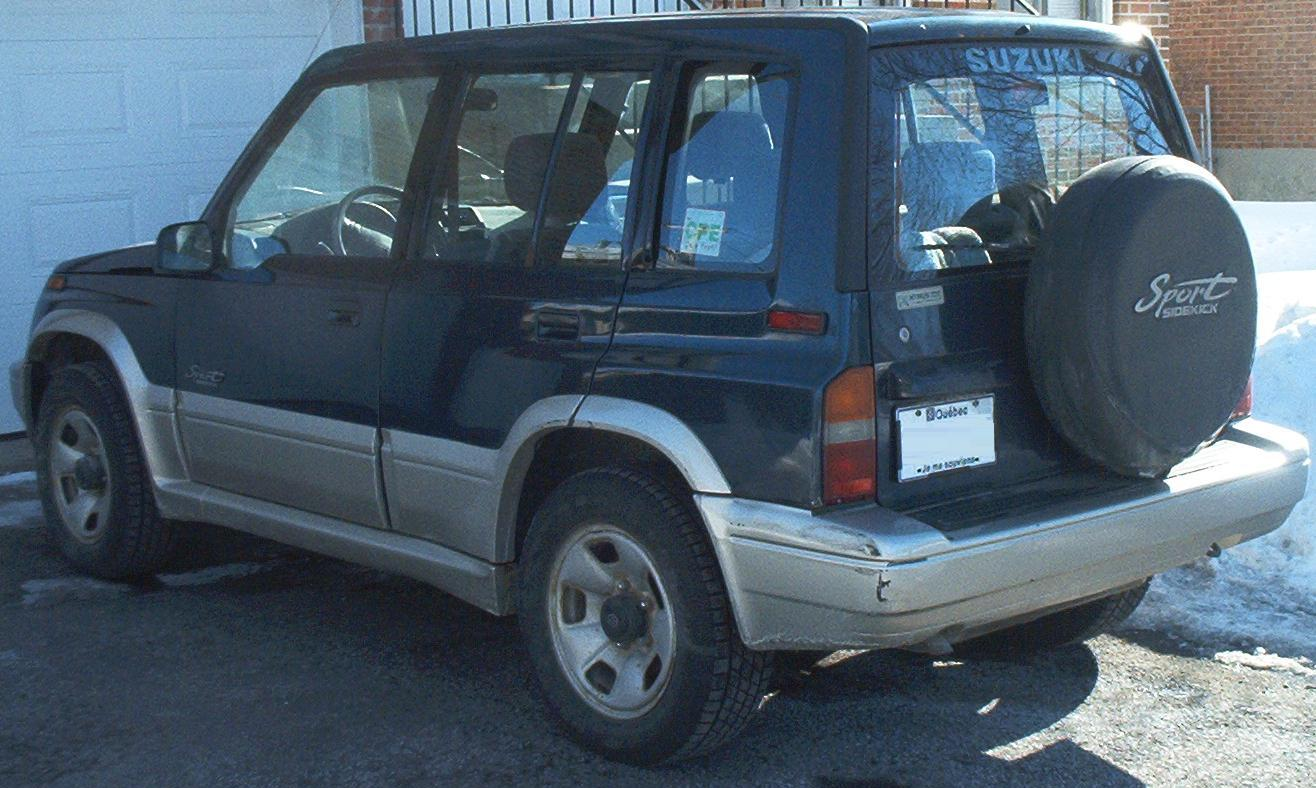
سوزوكي سايدك سبورت 5 أبواب (الولايات المتحدة)
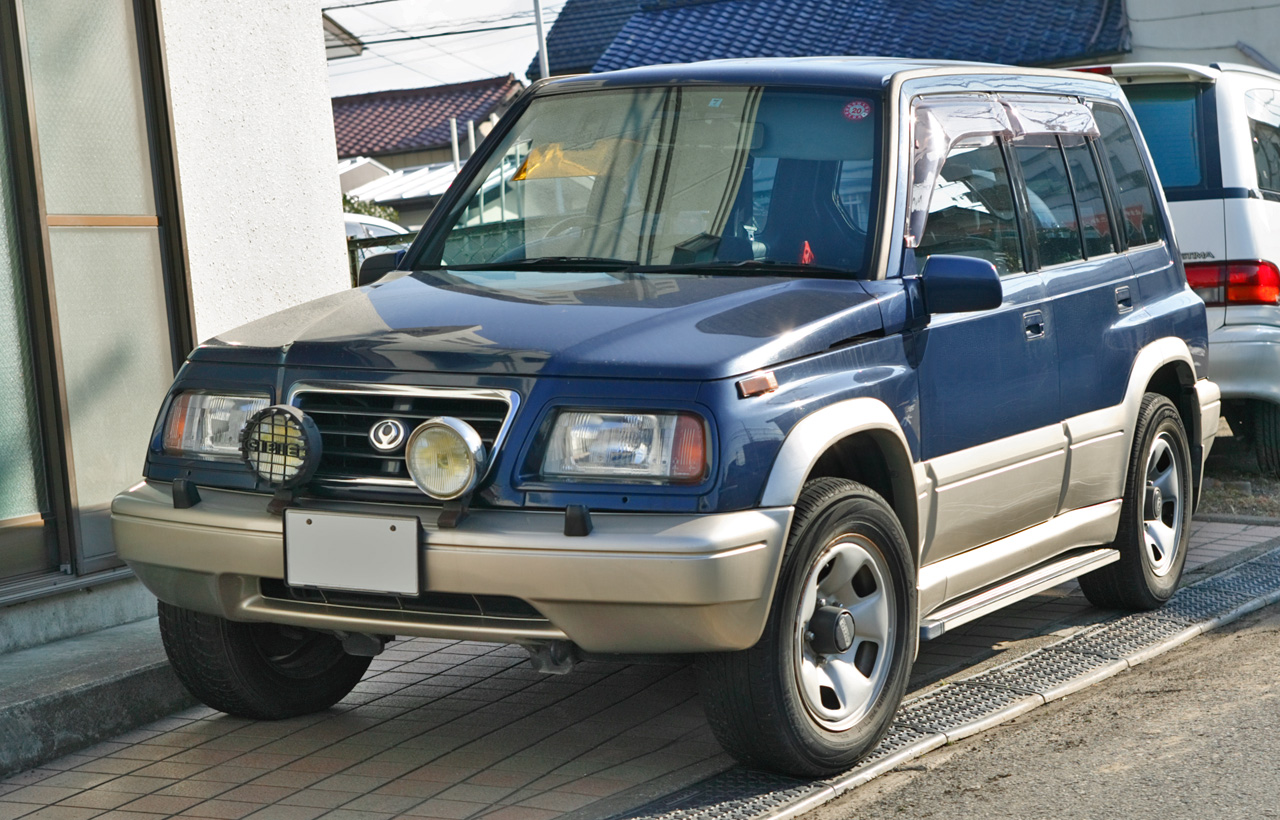
مازدا بروسيد ليفانتي (اليابان)

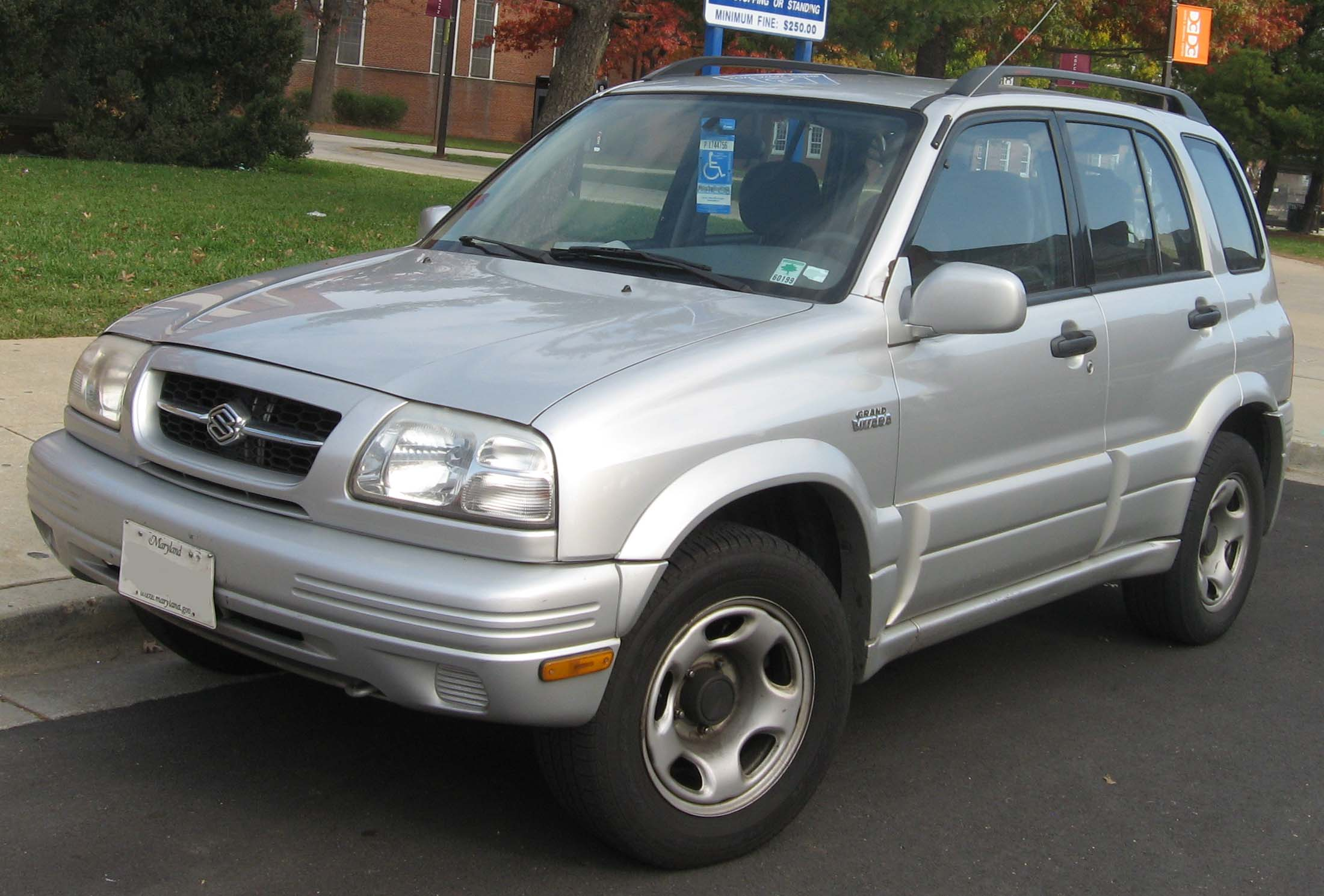
الجيل الثاني (إف تي - جي تي)

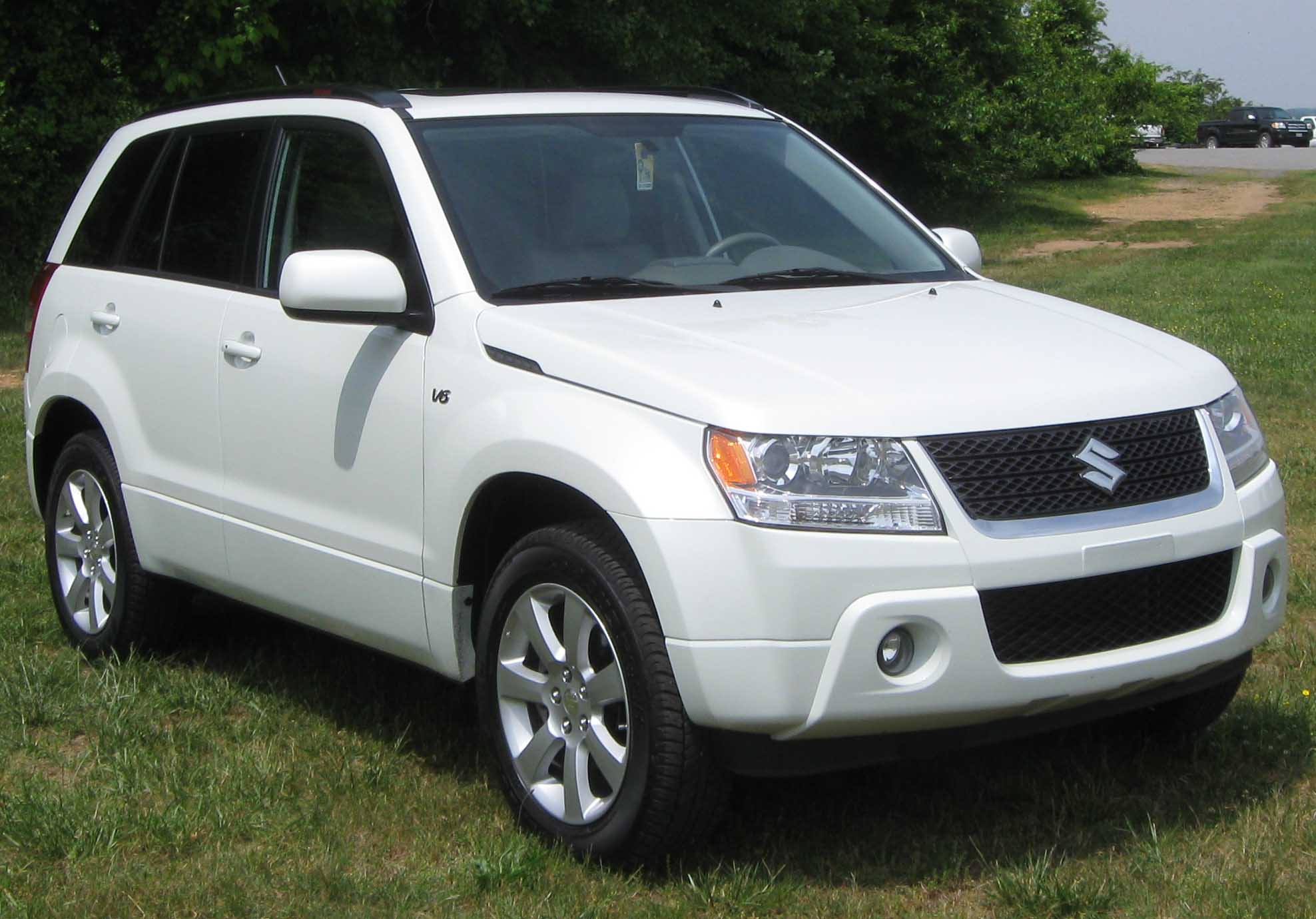
الجيل الثالث (جي تي)

| نظرة عامة         | نظرة عامة |
| ----------------- | --- |
| وتسمى أيضا        | شيفروليه المقتفيمازدا تقدم ليفانتيسوزوكي إيسكودوسوزوكي جراند فيتاراشيفروليه جراند فيتارا |
| إنتاج             | 1998-2005 |
| سنوات النموذج     | 1999-2005 |
| المجسم            | - اليابان: إيواتا، شيزوكا - كندا: انجرسول، أونتاريو - الولايات المتحدة: ريفرسايد، كاليفورنيا - كولومبيا: كولموتوريس، بوغوتا - إندونيسيا: بيكاسي (سوزوكي إندوموبيل موتور) - إسبانيا: سانتانا موتور، ليناريس، فالنسيا - فنزويلا: جنرال موتورز فينيزولانا |
| الجسم والشاسيه    | |
| صف دراسي          | - ميني دفع رباعي (2 و3 أبواب) - دفع رباعي مدمجة (5 أبواب) |
| نمط الجسم         | - 2-باب قابل للتحويل - 3 و 5 أبواب دفع رباعي |
| ذات صلة           | سوزوكي إكس إل-7[بحاجة لمصدر] |
| مجموعة نقل الحركة | |
| محرك              | - 1.6 لتر G16B I4 (بنزين) - 2.0 لتر J20A I4 (بنزين) - 2.5 لتر H25A V6 (بنزين) - 2.0 لتر آرأف إم I4 (ديزل) - 2.0 لتر آر إتش زد I4 (ديزل) |
| الانتقال          | - دليل 5 سرعات - 4 سرعات أوتوماتيكية |
| الأبعاد           | |
| قاعدة العجلات     | 3 أبواب: 86.6 بوصة (2200 ملم)5 أبواب: 97.6 بوصة (2479 ملم) |
| الطول             | 3 أبواب: 3810 ملم (150 بوصة)1999-2001 5 أبواب: 163.0 بوصة (4140 ملم)2002-2005 5 أبواب: 164.5 بوصة (4178 ملم) |

## الجيل الثاني

### الجيل الثاني  (إف تي\جي تي 1998)
أعلنت سوزوكي عن طراز الجيل الثاني في 18 كانون الثاني (يناير) 1998. وهي أكبر قليلاً وأغلى ثمناً وأكثر قوة، فقد استخدمت صندوق توجيه ذو رف وترس للخدمة الخفيفة بدلاً من وحدة شاحنة الكرة المعاد تدويرها المستخدمة في الجيل الأول. بقيت النسخة ذات الأبواب الثلاثة في فئة سيارات الدفع الرباعي الصغيرة بينما انتقلت النسخة ذات الخمسة أبواب إلى سيارات الدفع الرباعي المدمجة. في معظم الأسواق العالمية تم اعتماد اسم «جراند فيتارا». في العديد من الأسواق، كان متاحاً في الأصل فقط مع محركات أكبر (لترين وما فوق) بينما كان محرك فيتارا السابق متاحاً بمحركات أصغر. في المملكة المتحدة، وصل جراند فيتارا 1.6 لتر (GV1600) في أوائل عام 2001.
تلقت عملية تجميلها في عام 2002 ومرة أخرى في عام 2004. تم بيع نسخة معدلة في أمريكا الشمالية من قبل جنرال موتورز باسم شيفروليه تراكر.  يباع جهاز تراكر في أمريكا اللاتينية - باستثناء المكسيك - باسم شيفروليه جراند فيتارا.
في المكسيك، تعتبر جراند فيتارا وتراكر مركبات مختلفة، تباع بواسطة سوزوكي وشيفروليه على التوالي. في تشيلي، عُرف جراند فيتارا ذات الأبواب الخمسة باسم جراند نوماد. 
في اليابان، كانت صفقة OEM مع مازدا تعني أن العربة تم بيعها أيضاً باسم مازدا بروسيد ليفانتي.
اعتباراً من عام 2003، تم سحب أصغر سوزوكي فيتارا من سوق أمريكا الشمالية. كانت المبيعات بطيئة، حيث تم بيع 4860 فقط في عام 2004 للولايات المتحدة. في كندا، كانت المبيعات قوية. تم بناء جميع فيتاراس في أمريكا الشمالية في كامي للسيارات. في انجرسول، أونتاريو وفي مرافق ريفرسايد. تم بناء السقف المرن فقط في أمريكا الشمالية، مع تجميع نماذج التصدير الأوروبية في كندا. تم إحضار العربة ذات الثلاثة أبواب من اليابان للمشترين الأوروبيين وبيعت جنباً إلى جنب مع السيارات المكشوفة المصنوعة في كندا. يأتي موديل 2001 سوزوكي جراند فيتارا كمركبة ذات دفع رباعي سعة 2.0 لتر في نيوزيلندا بشكل قياسي.

### جراند اسكودو
المقال الرئيسي: سوزوكي إكس إل-7
في عام 1998، وصل جراند إسكودو، وهو إصدار أطول وأكبر قليلاً وأغلى وأقوى من الطراز العادي ذي الأبواب الخمسة.
تم بيع جراند إسكودو في السوق اليابانية وفي أمريكا الشمالية وتشيلي باسم سوزوكي إكس إل 7. في أستراليا وأوروبا والهند تم تسويقه على أنه جراند فيتارا إكس إل 7.

### المعرض

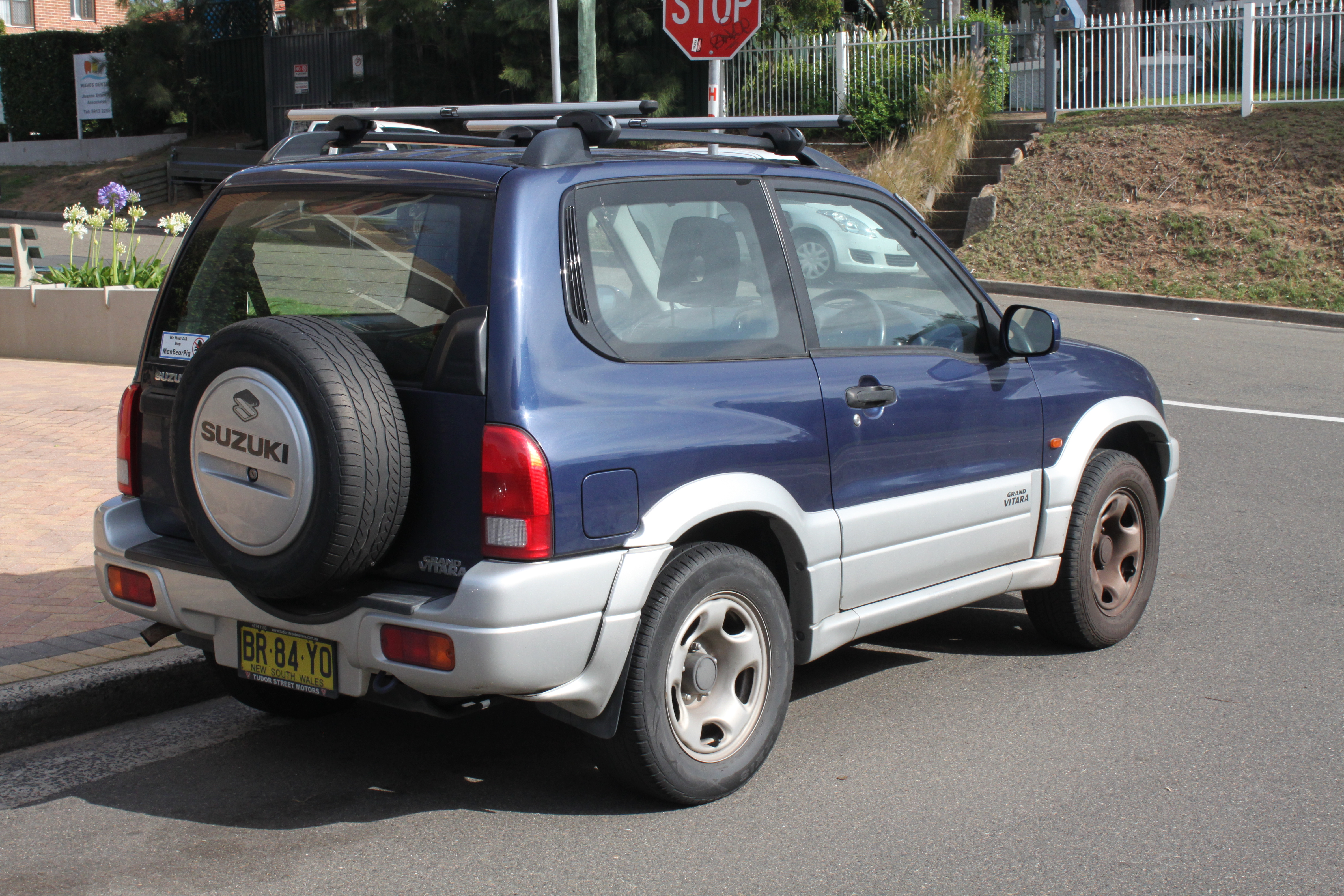
سوزوكي جراند فيتارا 3 أبواب (أستراليا)
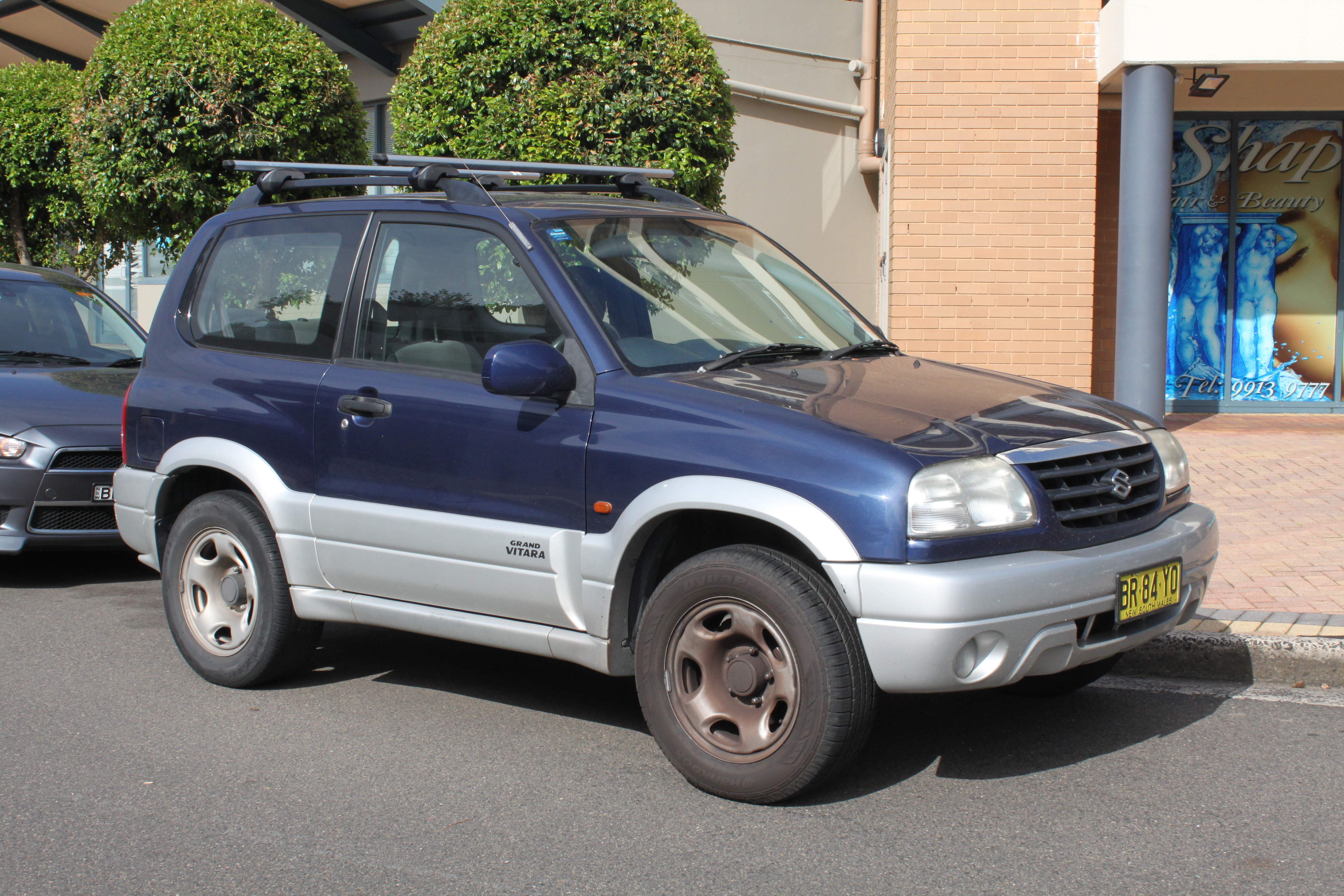
سوزوكي جراند فيتارا 3 أبواب (أستراليا)
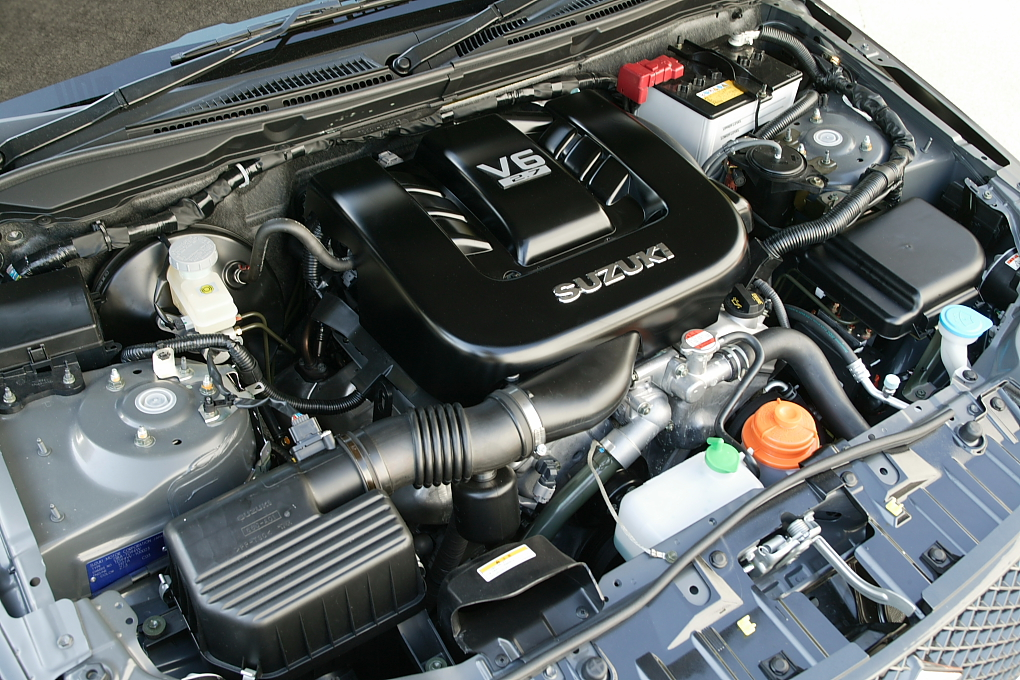
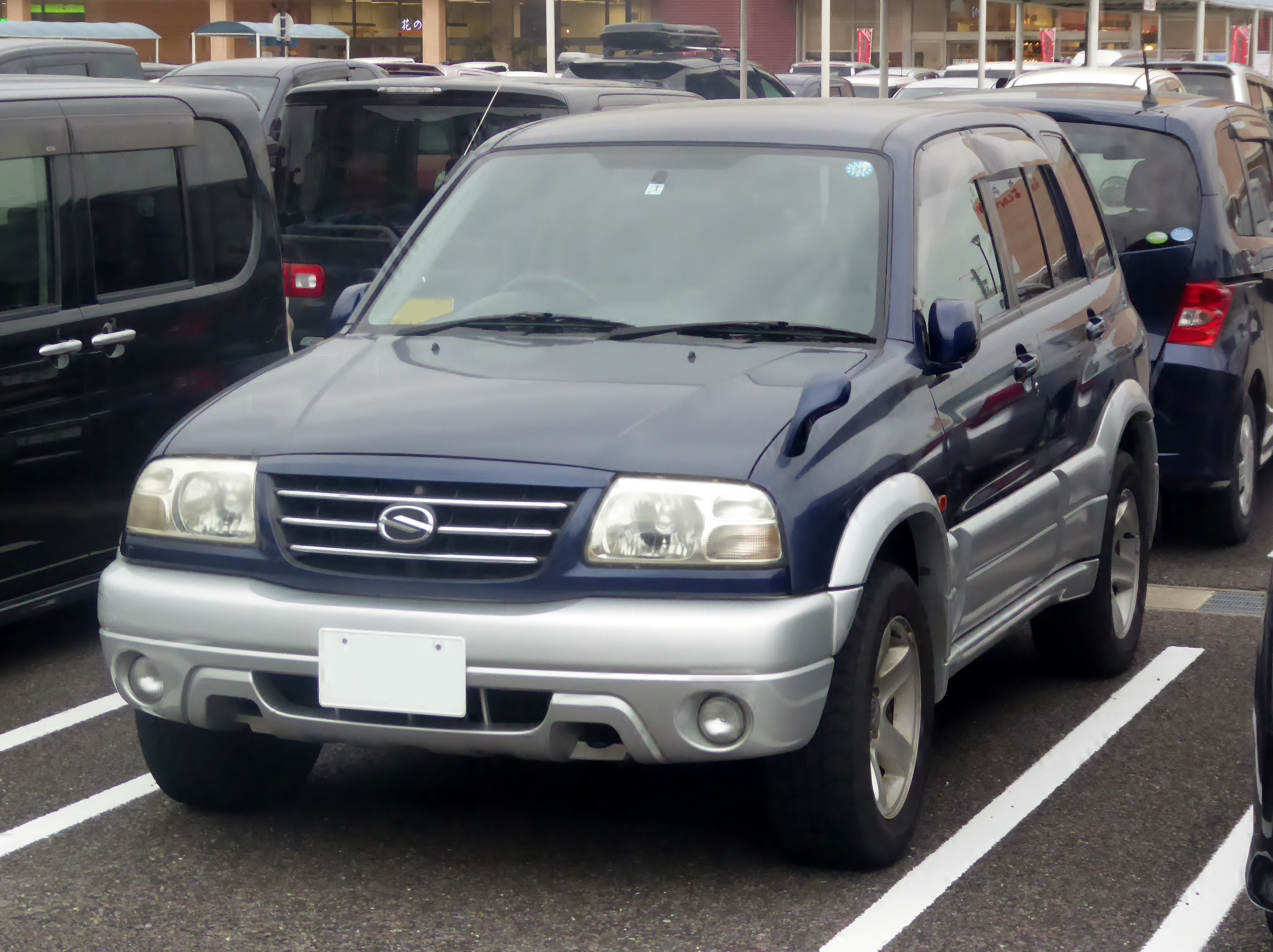
سوزوكي إيسكودو 5 أبواب (اليابان)
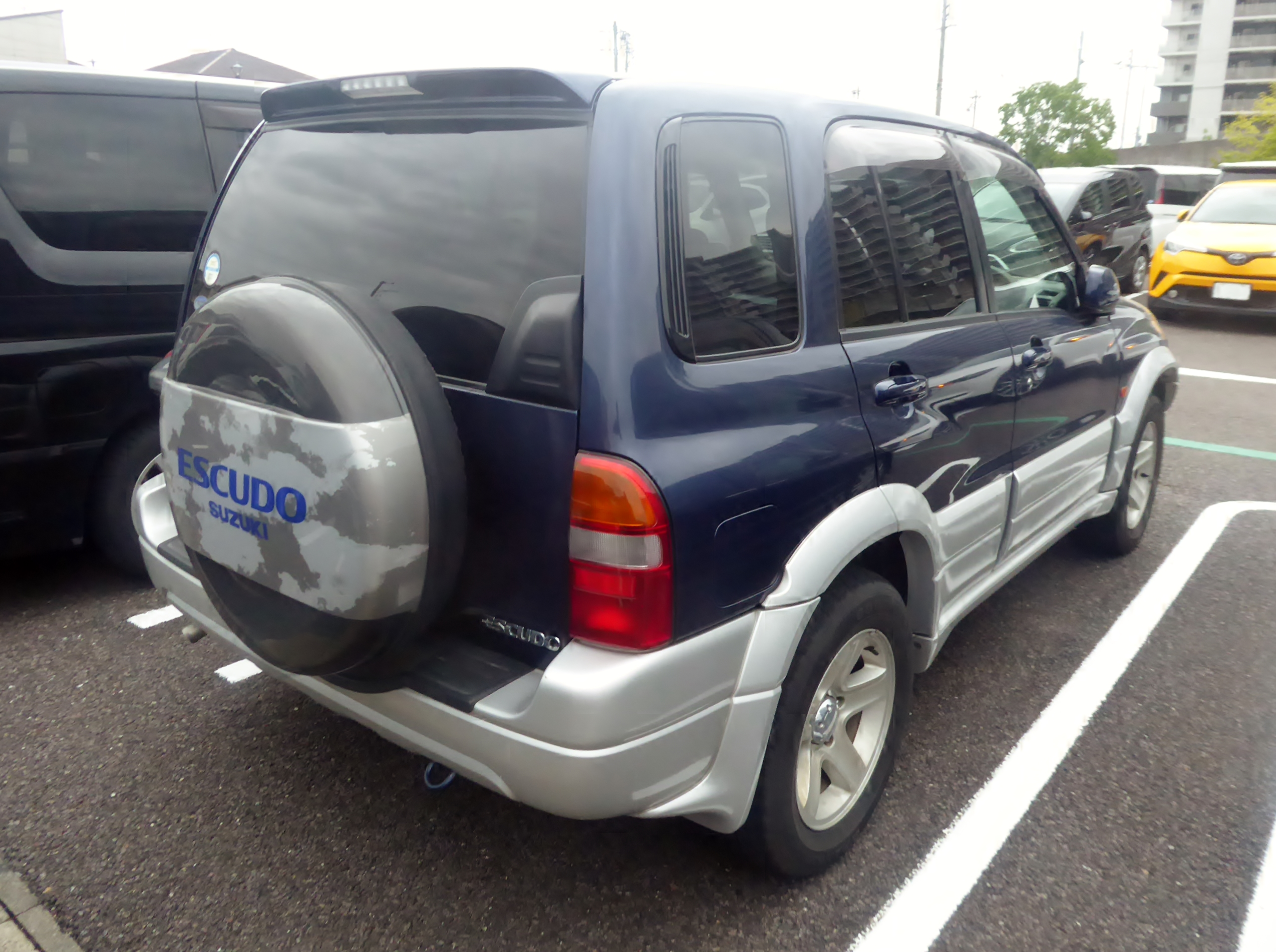
سوزوكي إيسكودو 5 أبواب (اليابان)
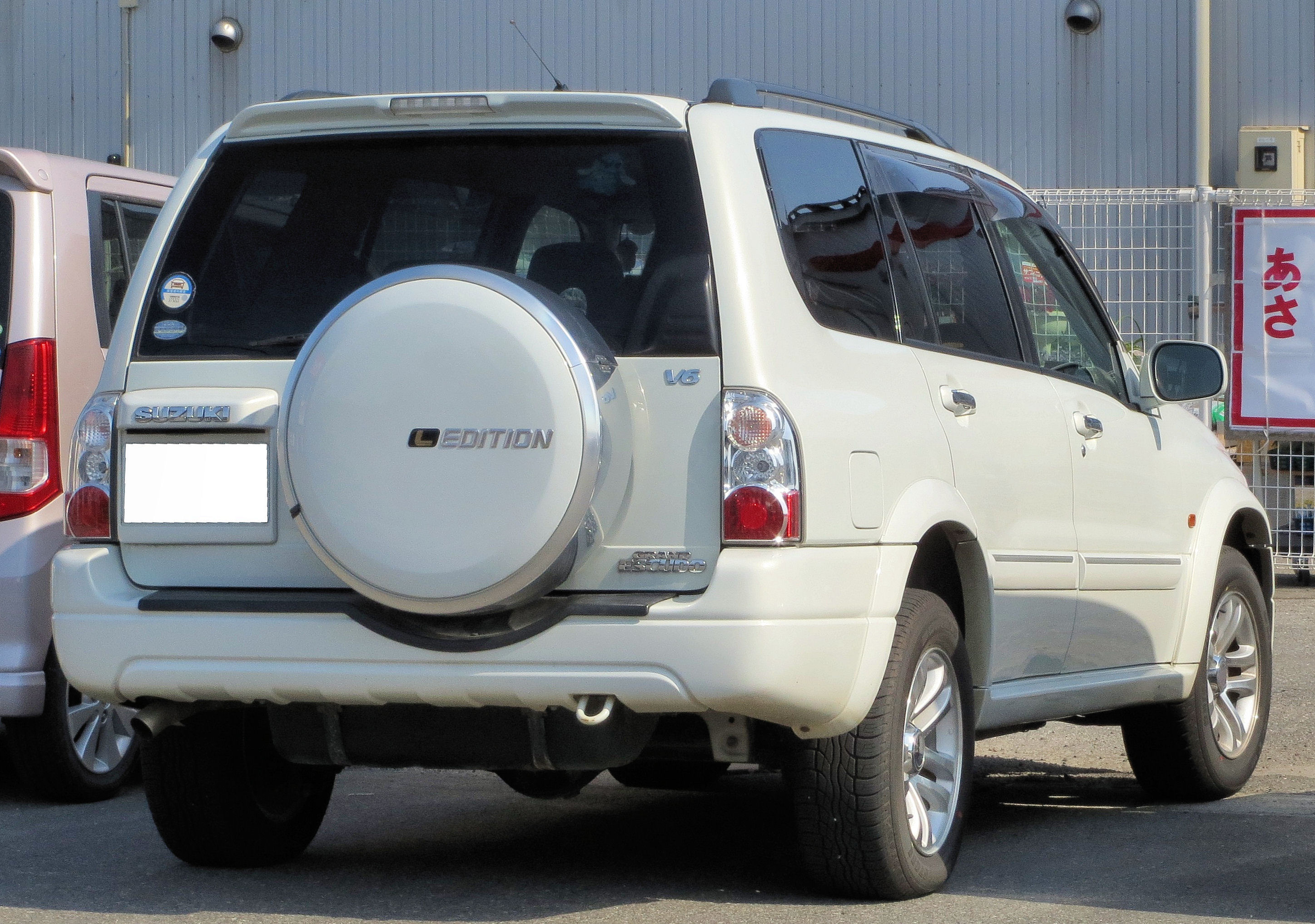
سوزوكي جراند إيسكودو (XL-7) 5 أبواب (اليابان)
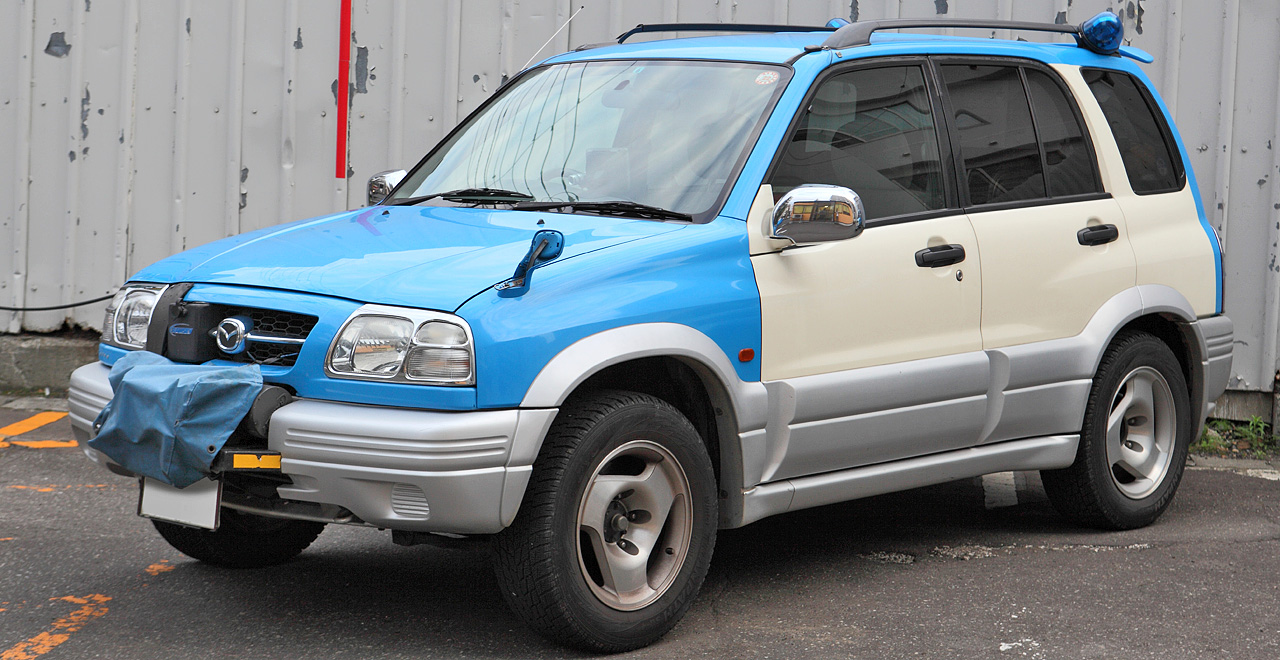
مازدا بروسيد ليفانتي (اليابان)

| سوزوكي جراند فيتارا ليمتد (الولايات المتحدة الأمريكية) | |
| نظرة عامة                                              | |
| وتسمى أيضا                                             | سوزوكي جراند فيتاراسوزوكي إيسكودوسوزوكي جراند نوماد (تشيلي) شيفروليه جراند فيتارا (إكوادور)                                                                     |
| إنتاج                                                  | 2005 إلى الوقت الحاضر(يستمر الإنتاج الموسع لبعض الأسواق) |
| المجسم                                                 | - اليابان: إيواتا، شيزوكا - إندونيسيا: بيكاسي (سوزوكي إندوموبيل موتور)                                                                                          |
| الجسم والشاسيه                                         | |
| صف دراسي                                               | كروس أوفر مدمجة |
| نمط الجسم                                              | 3 و5 أبواب دفع رباعي |
| مجموعة نقل الحركة                                      | |
| محرك                                                   | - 1.6 لتر M16A I4 (بنزين) - 2.0 لتر J20A I4 (بنزين) - 2.4 لتر J24B I4 (بنزين) - 2.7 لتر H27A V6 (بنزين) - 3.2 لتر N32A V6 (بنزين) - 1.9 لتر D19A DDiS I4 (ديزل) |
| الانتقال                                               | - دليل 5 سرعات - 4 سرعات أوتوماتيكية - 5 سرعات أوتوماتيكية (2005-08، 2.7 V6) - 5 سرعات أيسين TB-50LS أوتوماتيكي                                                 |
| الأبعاد                                                | |
| قاعدة العجلات                                          | 5 أبواب: 2639 ملم (103.9 بوصة)3 أبواب: 2440 ملم (96.1 بوصة) |
| الطول                                                  | 2009 5 أبواب: 4501 ملم (177.2 بوصة)2006-2008 5 أبواب: 4,470 ملم (176.0 بوصة)3 أبواب: 4,005 ملم (157.7 بوصة)                                                     |
| عرض                                                    | 5 أبواب: 1,811 ملم (71.3 بوصة)3 أبواب: 1,810 ملم (71.3 بوصة) |
| ارتفاع                                                 | 5 أبواب: 1,694 ملم (66.7 بوصة) و 1,684 ملم (66.3 بوصة)3 أبواب: 1,695 ملم (66.7 بوصة)                                                                            |
| كبح الوزن                                              | 1,420 - 1,710 كجم (3.130.6 - 3.769.9 رطلاً) |
| التسلسل الزمني                                         | |
| خليفة                                                  | سوزوكي عبر (أوروبا) |

## الجيل الثالث

### الجيل الثالث (جي تي 2005)
تم تقديم سيارة جراند فيتارا المعاد تصميمها الجديدة بالكامل (تسمى إسكودو في بعض الأسواق) لعام 2005. تلقى الجيل الثالث تغييرات كبيرة على النموذج السابق. تم استبدال هيكل هيكل السلم ببناء أحادي الهيكل يتميز بإطار سلم مدمج فريد لتحسين الصلابة والخلوص الأرضي مع تقليل ارتفاع الأرضية أيضاً.
تم الإبقاء على نظام التعليق الأمامي ماك بيرسون الأمامي للنموذج السابق بينما تم استبدال المحور الخلفي الصلب بنظام تعليق متعدد الوصلات مستقل تماماً. اعتمادًا على السوق، تضمنت خيارات المحرك محركاً داخلياً رباعي الأسطوانات سعة 1.6 لتر (125 حصان) و2.0 لتر بأربعة (156 حصان) و2.7 لتر V6 (185 حصان) ومحرك ديزل 1.9 لتر من مصادر رينو (127 حصان).
يتم تثبيت المحرك وناقل الحركة بشكل طولي على عكس معظم سيارات الدفع الرباعي المدمجة القائمة على الدفع الأمامي في فئتها. تتوفر المحركات إما مع ناقل حركة يدوي 5 سرعات أو ناقل حركة أوتوماتيكي بـ 5 سرعات. يتوفر جراند فيتارا في كل من طرازي الدفع الخلفي فقط (للسوق الأسترالية) أو بنظام الدفع الرباعي بأربع وضعيات.
أكثر إصدارات إسكودو انتشاراً هو الإصدار ذو الخمسة أبواب، ولكن يتوفر أيضاً إصدار ثلاثي الأبواب في بعض الأسواق. في بعض الأسواق، يسقط البديل ذو الثلاثة أبواب «جراند» ليُطلق عليه ببساطة علامة «فيتارا». في بعض البلدان، بما في ذلك تشيلي، يُطلق على الإصدار ذو الخمسة أبواب اسم «جراند نومدا».
من المفاهيم الخاطئة الشائعة أن الجيل الثالث من جراند فيتارا مرتبط بمنصة جي إم ثيتا. الاثنان غير مرتبطين تماماً وتم تطويرهما بشكل منفصل بواسطة جنرال موتورز وسوزوكي ولا يشتركان في أي مكونات.

### 2008-2011
في النصف الثاني من عام 2008، تم تجديد سوزوكي جراند فيتارا ومحركين جديدين. يتم تقديم محرك سوزوكي 2.4 لتر رباعي بإنتاج 124 كيلو واط (169 حصاناً، 166 حصاناً) من القوة و221 نيوتن متر (163 رطل قدم) من عزم الدوران. تم استبدال محرك سوزوكي V6 السابق سعة 2.7 لتر بمحرك V6 سعة 3.2 لتر من جي إم. يتم تقديم محرك V6 فقط في الطراز المتميز الرائد الذي ينتج 172 كيلو واط (234 حصاناً، 231 حصاناً) من القوة و289 نيوتن متر (213 رطل قدم) من عزم الدوران. كما تم تحسين الاقتصاد في استهلاك الوقود مع إضافة في في تي إلى كلا المحركين، كما تلقى محرك توربو ديزل سعة 1.9 لتر بعض الأعمال الميكانيكية لتحسين الاقتصاد. كما تم تحسين السلامة مع وجود المزيد من الوسائد الهوائية والتحكم في الجر الذي أصبح قياسياً في جميع الطرازات. كما يتوفر نظام الدفع الرباعي بأربع وضعيات في جميع الطرازات. يتميز بوجود ترس تفاضلي مركزي قابل للقفل مع تروس ذات نسبة منخفضة. تم إجراء تحسينات طفيفة على الجزء الخارجي من السيارة مثل المؤشرات الموجودة في مرايا الأبواب وشبكة أمامية أكثر وضوحاً ومصد. كما شهد التصميم الداخلي الكثير من التغييرات الجمالية الأكثر إرضاءً.

### 2013-2012
في الربع الثاني من عام 2012 لعام 2013، كشفت سوزوكي النقاب عن سيارة اسكودو المعدلة بعجلات جديدة وشبكة جديدة وأضواء أمامية. توقف المحرك V6 من هنا فصاعداً. بدءاً من عملية شد الواجهة هذه، أصبح جراند فيتارا في إندونيسيا الآن عبارة عن إسكودو جديد، مستورد من اليابان.

### الهند
تم إطلاق الجيل الثالث من سوزوكي فيتارا في الهند بواسطة ماروتي سوزوكي في عام 2009. مثل كيزاشي، تم استيرادها كوحدة مبنية بالكامل (سي يو بي)، والتي تجتذب رسوم استيراد بنسبة 105٪.
كان للسيارة الهندية جراند فيتارا محرك بنزين رباعي الأسطوانات (إم في دي) يبلغ 2393 سم مكعب. كانت القوة القصوى التي ينتجها هذا المحرك 163.5 حصاناً عند 5000 دورة في الدقيقة وكان أقصى عزم ينتج 225 نيوتن متر عند 3000 دورة في الدقيقة. كان النموذج متاحاً في ناقل حركة يدوي بـ 5 سرعات و 4 سرعات أوتوماتيكي.
تم إيقاف جراند فيتارا في عام 2015.

### التوقف
أوقفت سوزوكي رسمياً إنتاج الجيل الثالث من إسكودو في اليابان في أبريل 2017 (ومع ذلك فإنها ستستمر في الإنتاج للتصدير). في إندونيسيا، توقف إنتاج الجيل الثالث من جراند فيتارا في عام 2018. ولم يعد متاحاً أيضاً في أوروبا وبلدان رابطة الدول المستقلة وجنوب شرق آسيا. لم يعد مدرجاً على موقع سوزوكي الفلبين، اعتباراً من يناير 2019، مما يشير إلى أنه لم يعد متاحاً.
في إيران، تم إيقافه في يوليو 2019 بسبب نقص أجزاء سي كي دي في مرافق إيران خودرو، وانخفاض المبيعات، والتوترات السياسية والعقوبات.
اعتباراً من يوليو 2019، تمت إزالة جراند فيتارا من موقع سوزوكي الأسترالي على الويب وتم سحبها من البيع، وفي جنوب إفريقيا، تم إيقافها رسمياً في أكتوبر 2019 مع مبيعات جيدة حتى عام 2020.

### التوفر الحالي
في إيران، لا تزال شركة آيكو تُنتجها، فقط بمحرك J24B I4 وهيكل بخمسة أبواب.
لا يزال معروضاً أيضاً في بنغلاديش
لا يزال معروضاً أيضاً في بوليفيا
لا يزال معروضاً أيضاً في بوركينا فاسو
لا يزال معروضاً أيضاً في الكاميرون
لا يزال معروضاً أيضاً في جمهورية إفريقيا الوسطى
لا يزال معروضاً أيضاً في تشاد
وأيضاً في تشيلي وأيضاً في جمهورية الكونغو الديمقراطية
وأيضاً في الصين وأيضاً في كولومبيا
وأيضاً في الكونغو وأيضاً في كوستاريكا
وأيضاً في جمهورية الكونغو الديمقراطية وأيضاً في الإكوادور (عبر شيفروليه)
وأيضاً في السلفادور وأيضاً في غينيا الاستوائية
وأيضاً في غواتيمالا وأيضاً في هندوراس
وأيضاً في الأردن وأيضاً في كينيا
وأيضاً في الكويت وأيضاً في لبنان
وأيضاً في منغوليا وأيضاً في نيوزيلندا
وأيضاً في نيكاراغوا وأيضاً في بنما
وأيضاً في عُمان وأيضاً في بيرو
وأيضاً في قطر وأيضاً في المملكة العربية السعودية
وأيضاً في السنغال وأيضاً في جنوب إفريقيا
وأيضاً في تنزانيا وأيضاً في الإمارات العربية المتحدة
وأيضاً في أوغندا وأيضاً في أوروغواي
وأيضاً في اليمن اعتباراً من يناير 2019.
تتوفر حالياً أربعة محركات مختلفة، 1.6 لتر M16A I4 (بنزين) 1.9 لتر F9Q I4 (ديزل) 2.0 لتر J20A I4 (بنزين) و2.4 لتر J24B l4 (بنزين). خيارات ناقل الحركة هي ناقل حركة يدوي 5 سرعات أو ناقل حركة أوتوماتيكي رباعي السرعات (حسب المحرك والسوق). لا تقدم بعض الأسواق دليل 5 سرعات، ولا تقدم سوى ناقل حركة أوتوماتيكي رباعي السرعات.
يتوفر محرك 1.6 لتر M16A I4 (بنزين) في الإصدار الأساسي ذو المواصفات الثلاثة أبواب في بوليفيا وتشيلي وكولومبيا والكويت وبيرو وقطر والمملكة العربية السعودية. يحتوي باس سبيك 5 أبواب أيضاً على هذا المحرك في السلفادور. هذا المحرك متوفر فقط مع 5 سرعات يدوي.
محرك 2.0 لتر J20A I4 (بنزين) متوفر في شكل باس سبيك 3 أبواب في أوروغواي. يحتوي الإصدار باس سبيك 5 أبواب أيضاً على هذا المحرك في بوليفيا، وبوركينا فاسو، والكاميرون، وجمهورية إفريقيا الوسطى، وتشاد، والكونغو، وجمهورية الكونغو الديمقراطية، وإكوادور، وغينيا الاستوائية، والغابون، وغامبيا، وغانا، وغينيا، وغينيا بيساو، ومدغشقر، وملاوي، ومالي، وموريتانيا، والنيجر، وقطر، وسان تومي، وبرينسيبي، والسنغال، وأوروغواي. يتوفر هذا المحرك فقط مع ناقل حركة يدوي بخمس سرعات باستثناء بوليفيا وقطر، حيث يتوفر ناقل حركة أوتوماتيكي رباعي السرعات بمحرك 4 × 4 2.0. في بنغلاديش، هذا هو المحرك الوحيد المتاح (جنباً إلى جنب مع 4 سرعات أوتوماتيكي و5 أبواب).
يتوفر محرك 2.4 لتر J24B l4 (بنزين) في جميع البلدان التي يُباع فيها (باستثناء بنغلاديش). كما أنه المحرك الوحيد المتاح في بعض الأسواق. في بوركينا فاسو، والكاميرون، وجمهورية أفريقيا الوسطى، وتشاد، والكونغو، وجمهورية الكونغو الديمقراطية، وغينيا الاستوائية، والغابون، وغامبيا، وغانا، وغينيا، والمملكة الاردنية الهاشمية، ولبنان، ومدغشقر، وملاوي، ومالي، وموريتانيا، والنيجر، وعُمان، وسان تومي، وبرينسيبي، والسنغال، وجنوب إفريقيا، وتنزانيا، والإمارات العربية المتحدة، يتم تقديم هذا المحرك فقط مع ناقل حركة أوتوماتيكي رباعي السرعات.
يتوفر الإصدار 3 أبواب فقط في أستراليا (أجزاء من) الشرق الأوسط ونيوزيلندا و (معظم) أمريكا الجنوبية. في جميع البلدان الأخرى التي تتوفر فيها، لا يتوفر سوى إصدار 5 أبواب.

### المعرض

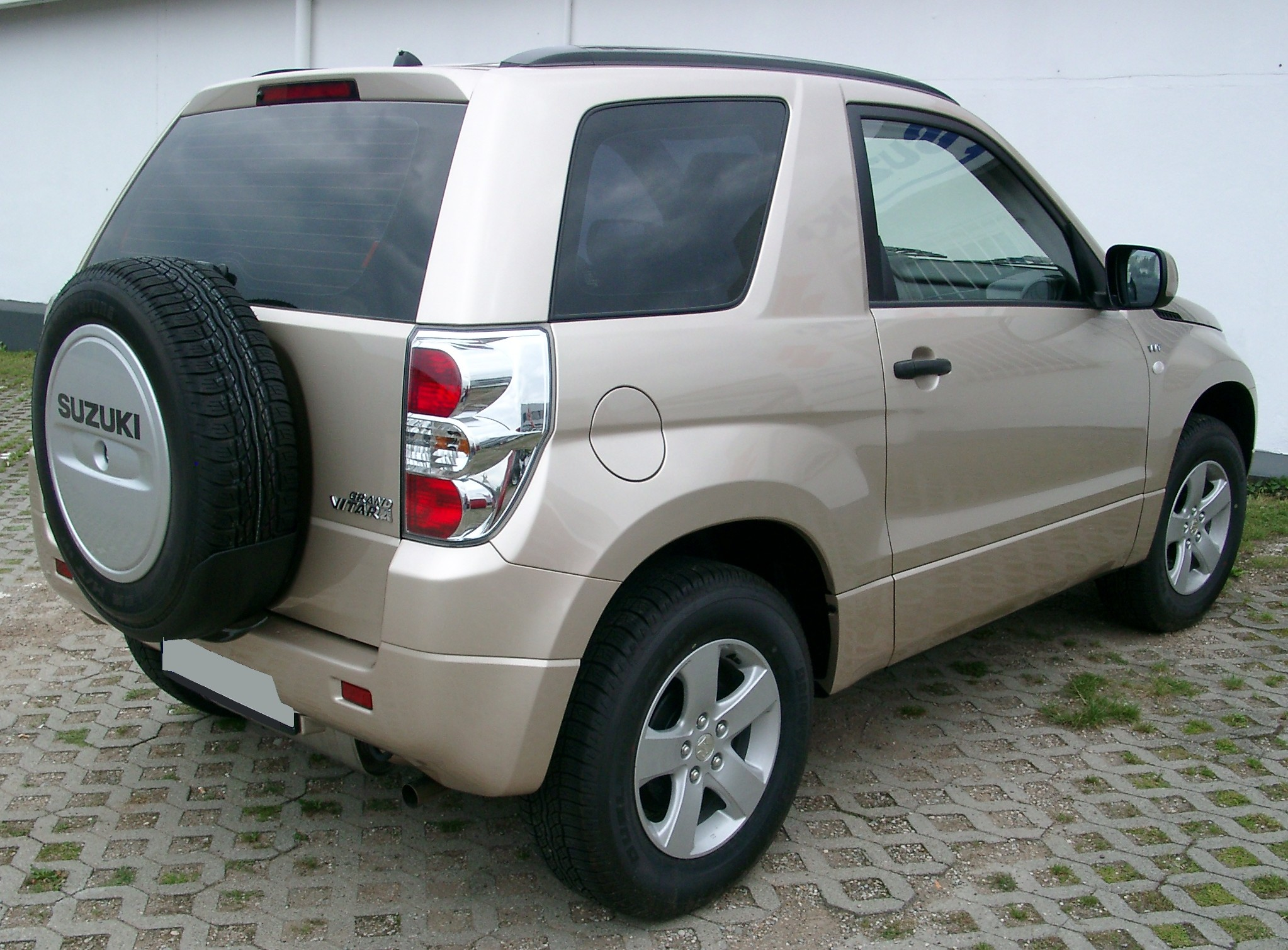
دفع رباعي 3 أبواب
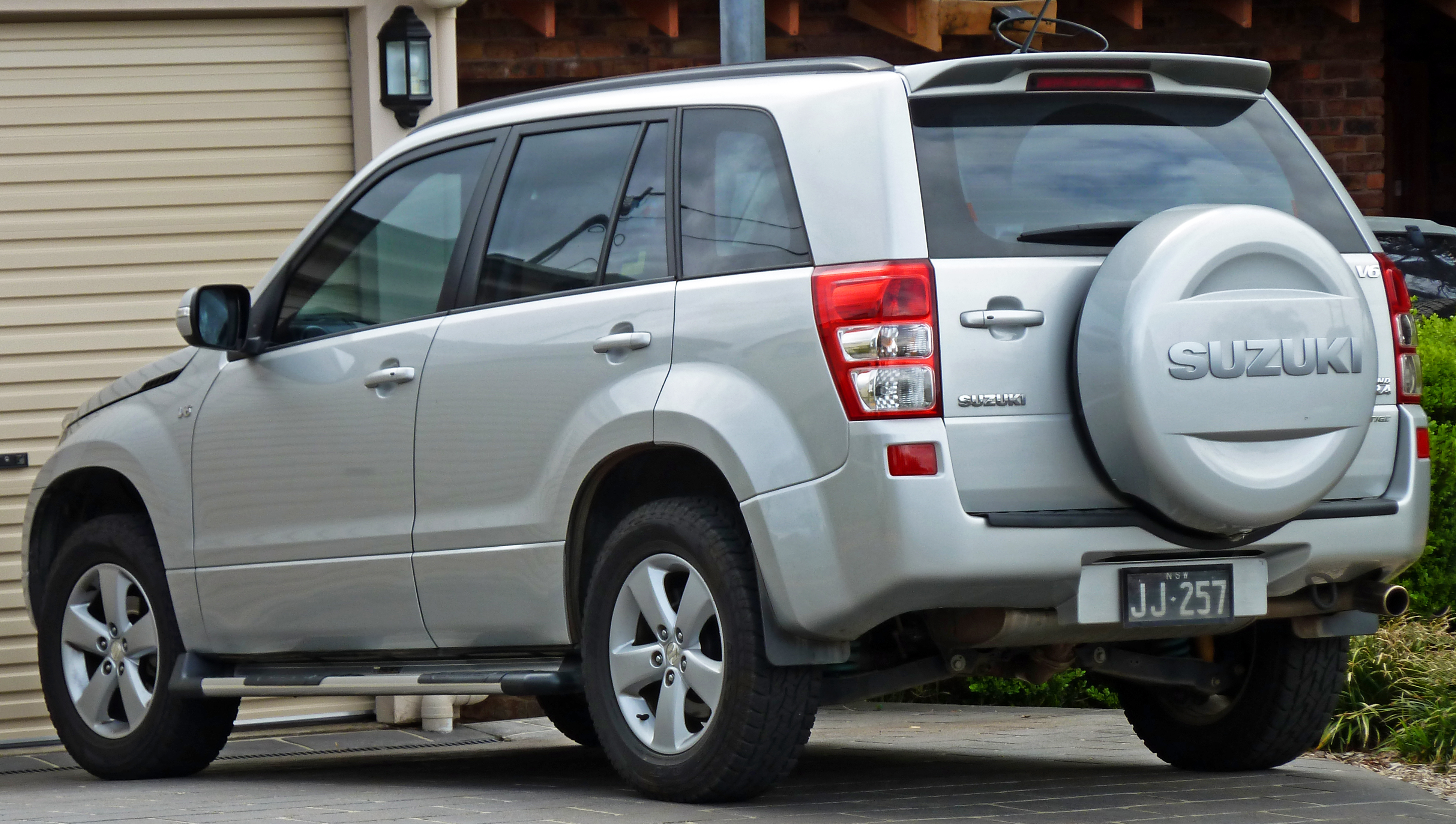
دفع رباعي 5 أبواب
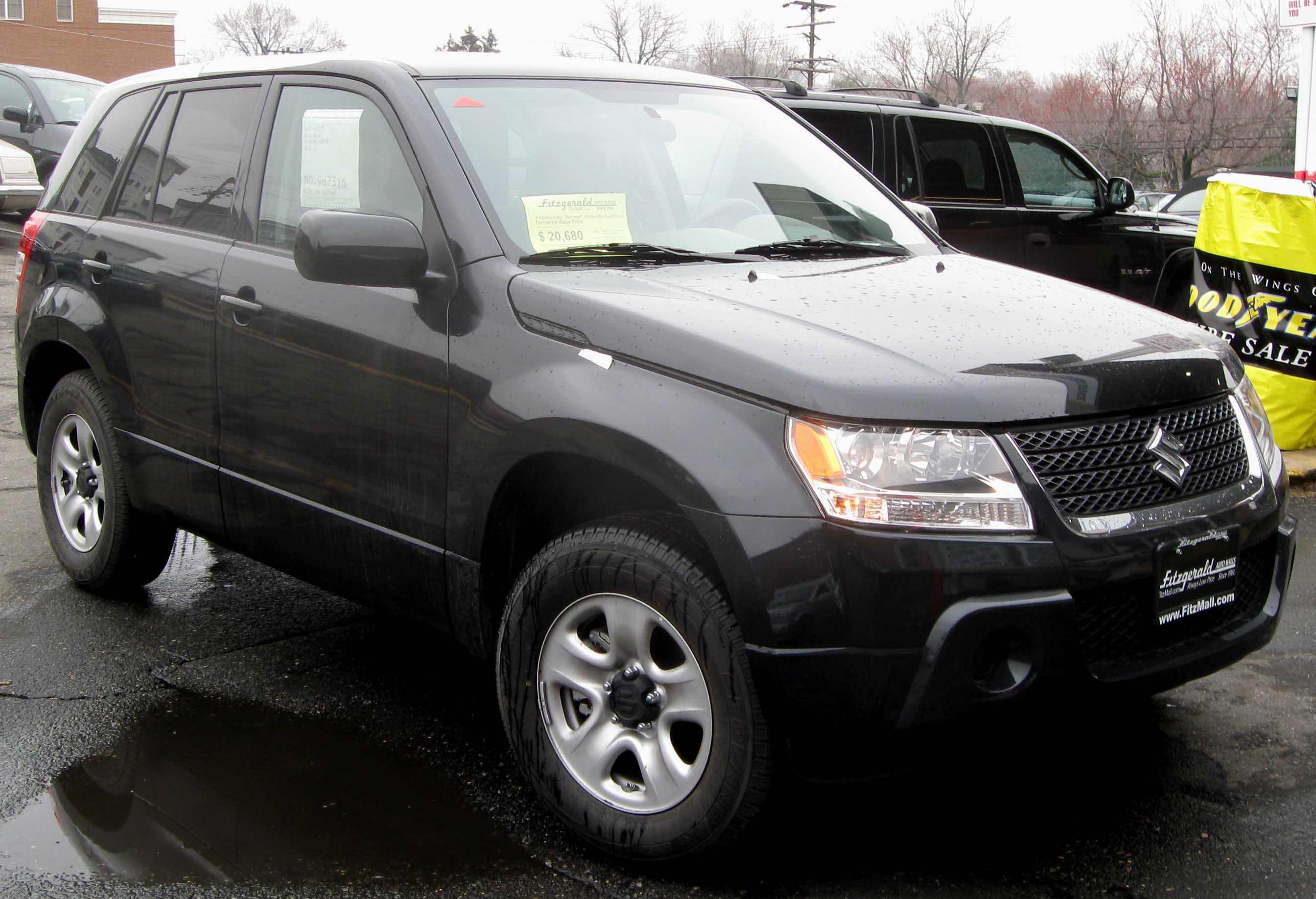
دفع رباعي 5 أبواب (2009)
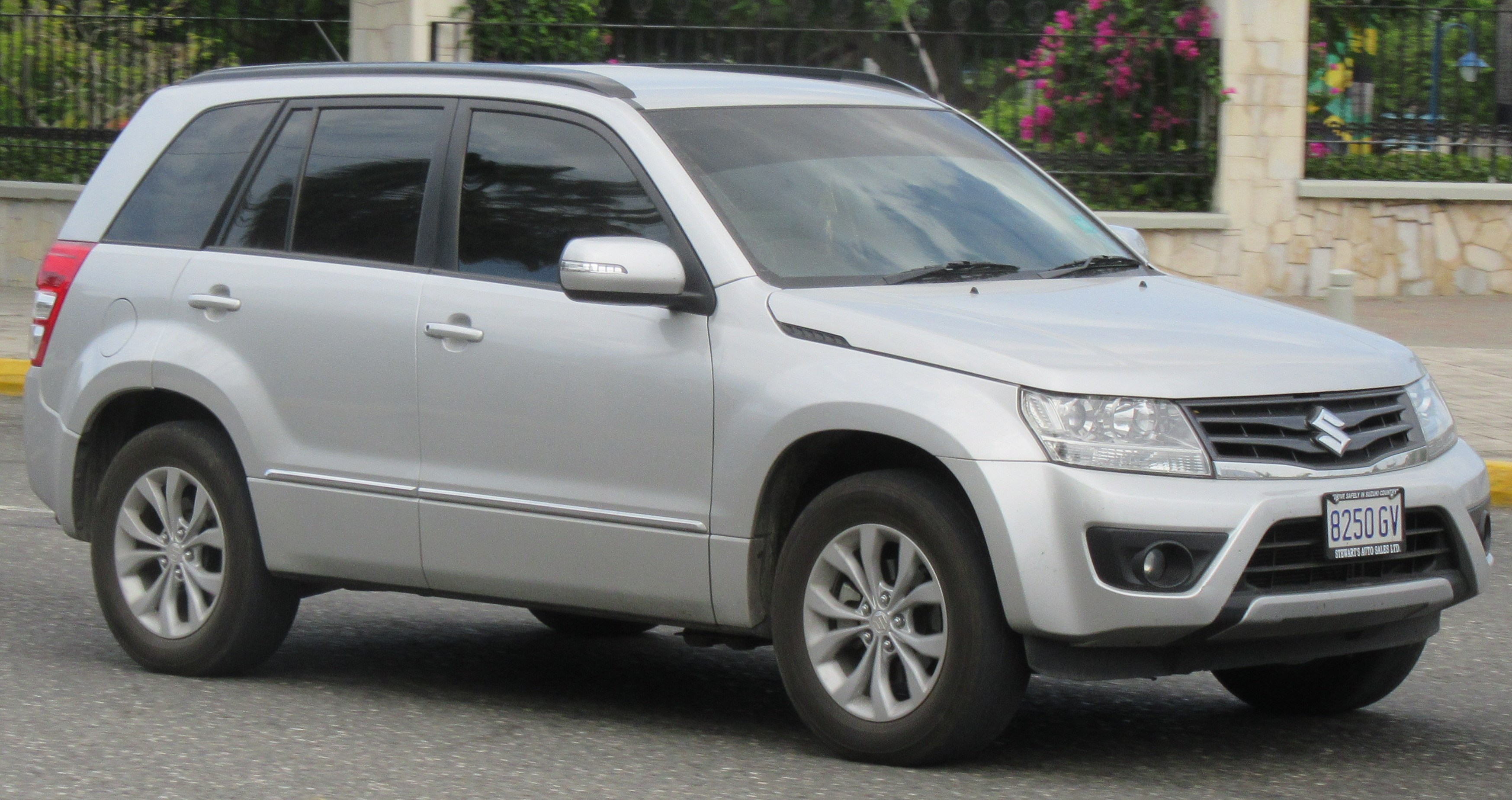
جراند فيتارت (شد الواجهة)
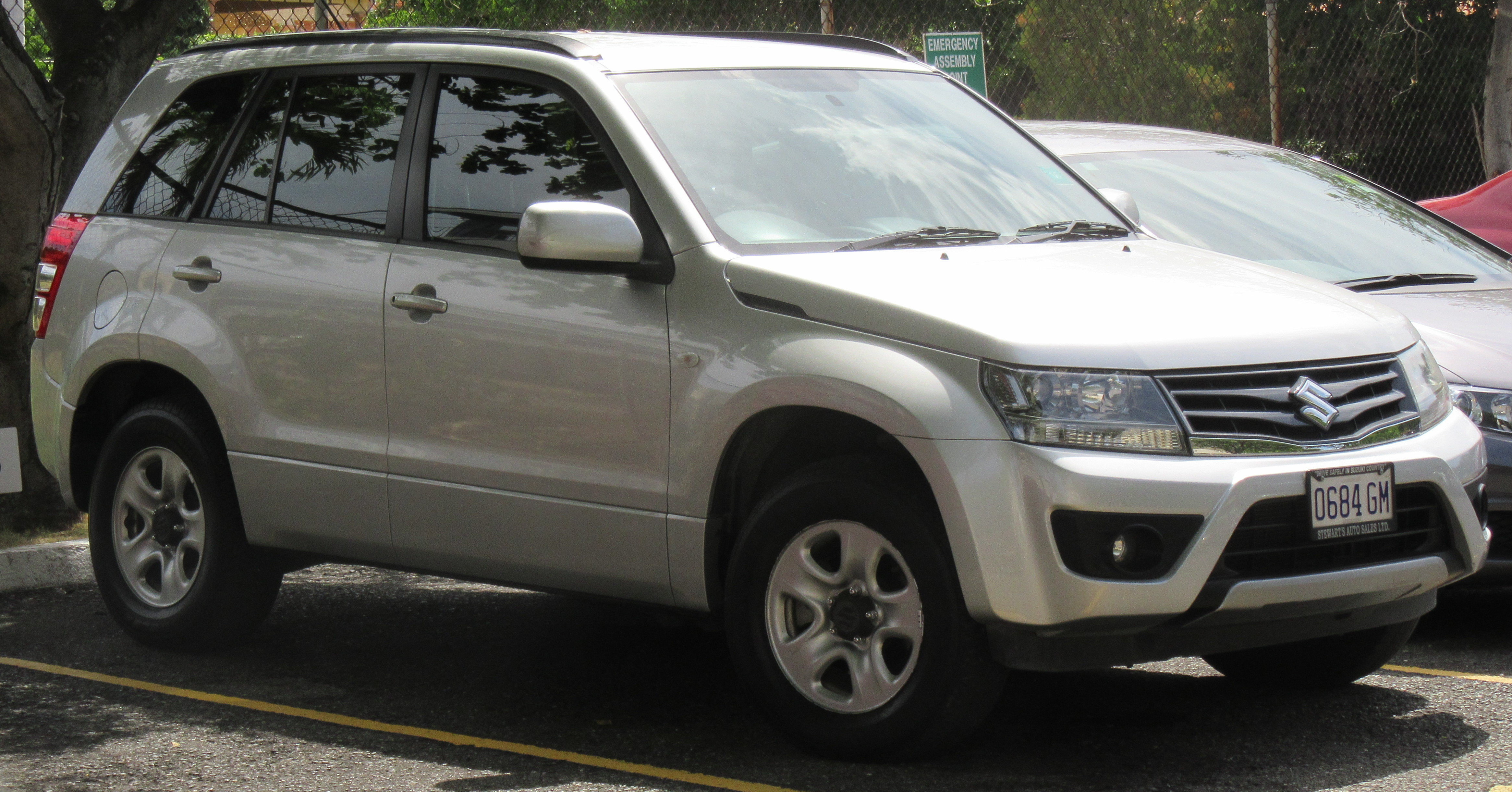
جراند فيتارا (شد الواجهة الثاني)
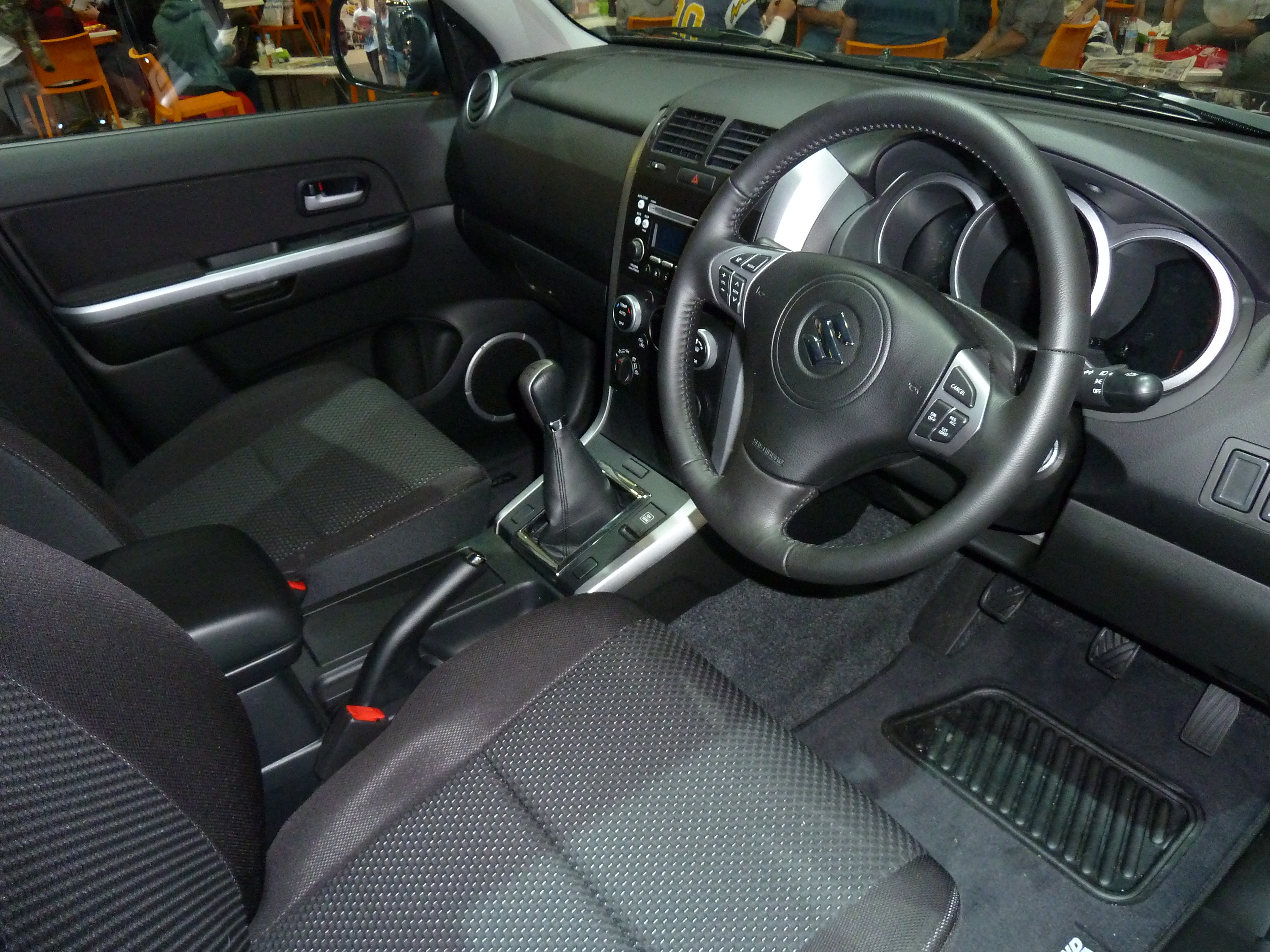
دراند فيتارا من الداخل

| نظرة عامة         | نظرة عامة |
| ----------------- | --- |
| وتسمى أيضا        | سوزوكي إيسكودو (اليابان) |
| إنتاج             | 2015 إلى الوقت الحاضر |
| المجسم            | - المجر: إسزترغوم (سوزوكي المجر) - الصين: تشونغتشينغ (تشانجان سوزوكي) (حتى 2018) - الجزائر: صيدا (شركة سوزوكي الجزائر للتصنيع)                                                                     |
| الجسم والشاسيه    | |
| صف دراسي          | كروس أوفر صغيرة الحجم |
| نمط الجسم         | 5 أبواب دفع رباعي |
| ذات صلة           | - سوزوكي SX4 أس كروس - سوزوكي فيتارا بريزا |
| مجموعة نقل الحركة | |
| محرك              | - البنزين : - 1.0 لتر K10C بوسترجيت I3 تيربو - 1.4 لتر K14C بوسترجيت I4 تيربو - 1.4 لتر K14D بوسترجيت I4 الهجين تيربو (أوروبا) - 1.6 لتر M16A I4 - ديزل : - 1.6 لتر D16A دي دي آي أس I4 تيربو ديزل |
| الانتقال          | - دليل 5 سرعات - يدوي 6 سرعات - 6 سرعات أوتوماتيكية |
| الأبعاد           | |
| قاعدة العجلات     | 2500 مم (98.4 بوصة) |
| الطول             | 4.175 مم (164.4 بوصة) |
| عرض               | 1.775 مم (69.9 بوصة) |
| ارتفاع            | 1.610 مم (63.4 بوصة) |
| كبح الوزن         | 1.075 - 1.265 كجم (2370.0 - 2788.8 رطل) |

## الجيل الرابع

### الجيل الرابع (إل واي 2015)
تم تقديم الجيل الرابع من فيتارا في معرض باريس للسيارات 2014. إنتاجها (بواسطة ماجار سوزوكي) يوازي الجيل الثالث. تم طرح فيتارا للبيع في اليابان كجيل رابع من سوزوكي إيسكودو في 15 أكتوبر 2015. طراز الجيل الرابع الجديد كلياً أقصر 125 مم (4.9 بوصة) 85 مم (3.3 بوصة) أقل، 35 مم (1.4 بوصة) أصغر حجماً، إنها الآن سيارة رياضية متعددة الاستخدامات صغيرة الحجم كروس أوفر، ولها قاعدة عجلات تبلغ 2500 ملم (98.4 بوصة)، و 140 ملم (5.5 بوصة) أقصر من الجيل السابق من جراند فيتارا، مما يجعل من فيتارا أسهل للقيادة على الطرق الضيقة وأماكن وقوف السيارات الضيقة.
يتميز هذا الجيل الجديد من جراند فيتارا بناقل حركة يدوي بخمس سرعات لمحرك بنزين سعة 1.6 لتر وناقل حركة يدوي بست سرعات لمحرك ديزل سعة 1.6 لتر. كما يتوفر ناقل حركة أوتوماتيكي بـ 6 سرعات مع مبدلات نقل الحركة لمحرك البنزين سعة 1.6 لتر. تبلغ مساحة الأمتعة 375 لتراً، وتتوسع إلى 1160 لتراً مع طي المقاعد الخلفية.
أصدرت سوزوكي نسخة خاصة من الجيل الرابع من سوزوكي فيتارا تسمى فيتارا إس أو فيتارا سبورت في بعض الأسواق. يتميز فيتارا أس بمحرك بنزين بشاحن توربيني سعة 1.4 لتر «بوستر جيت»، والذي يولد 103 كيلووات (138 حصان، 140 حصاناً) و220 نيوتن متر (162 رطل قدم)، وقوة أعلى بنسبة 20 بالمائة وعزم دوران أكبر بنسبة 40 بالمائة عن المعيار. محرك بنزين 1.6 لتر. تم إقران المحرك، المشترك مع، بناقل حركة أوتوماتيكي بست سرعات بشكل قياسي. كانت متوفرة لأول مرة في «ألجريب ذات الدفع الرباعي» فقط حتى صيف 2016 وبعد ذلك مرة أخرى منذ عام 2017؛ بدءاً من خريف 2016، يتوفر نظام الدفع الثنائي (دفع ثنائي) لطراز إس. تأتي فيتارا إس أيضاً مع العديد من التغييرات التجميلية مقارنة بمستويات تجهيزات فيتارا الأخرى، بما في ذلك المقاعد الرياضية الجلدية / المصنوعة من جلد الغزال مع خياطة حمراء، ودواسات رياضية من الألومنيوم، ومصابيح أمامية إل إي دي حمراء، وشبكة مميزة بخمسة فتحات وسبيكة سوداء.

### 2019 شد الواجهة
كشفت سوزوكي النقاب عن نسخة متجددة من فيتارا في معرض باريس للسيارات 2018، في الذكرى الثلاثين لتأسيسها في 2018. تتضمن التغييرات مصداً أمامياً مرتفعاً لإعطاء مساحة لرادار الموجة المليمترية في المقدمة. تم استبدال شاشة العرض الرقمية المتعددة المعلومات التقليدية بـ 4.2 بوصة إل سي دي. مثل سيارة جيمني وسويفت، تم اعتماد دعم السلامة سوزوكي أيضاً للنموذج الذي يتضمن نظام تجنب الاصطدام (دعم الفرامل المزدوجة الاستشعار) ووظيفة التعرف على إشارات المرور.

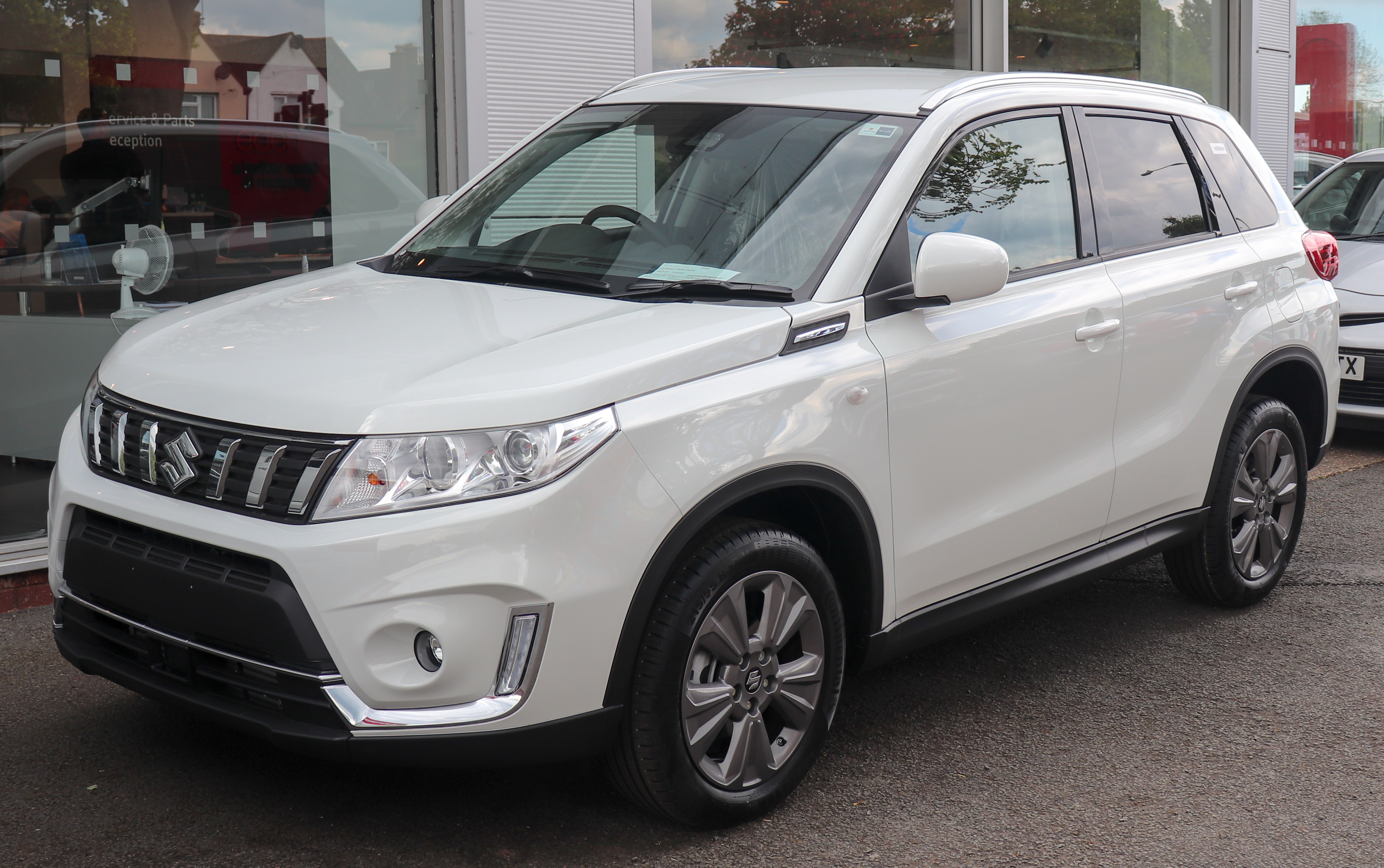
فيتارا (2019) شد الواجهة
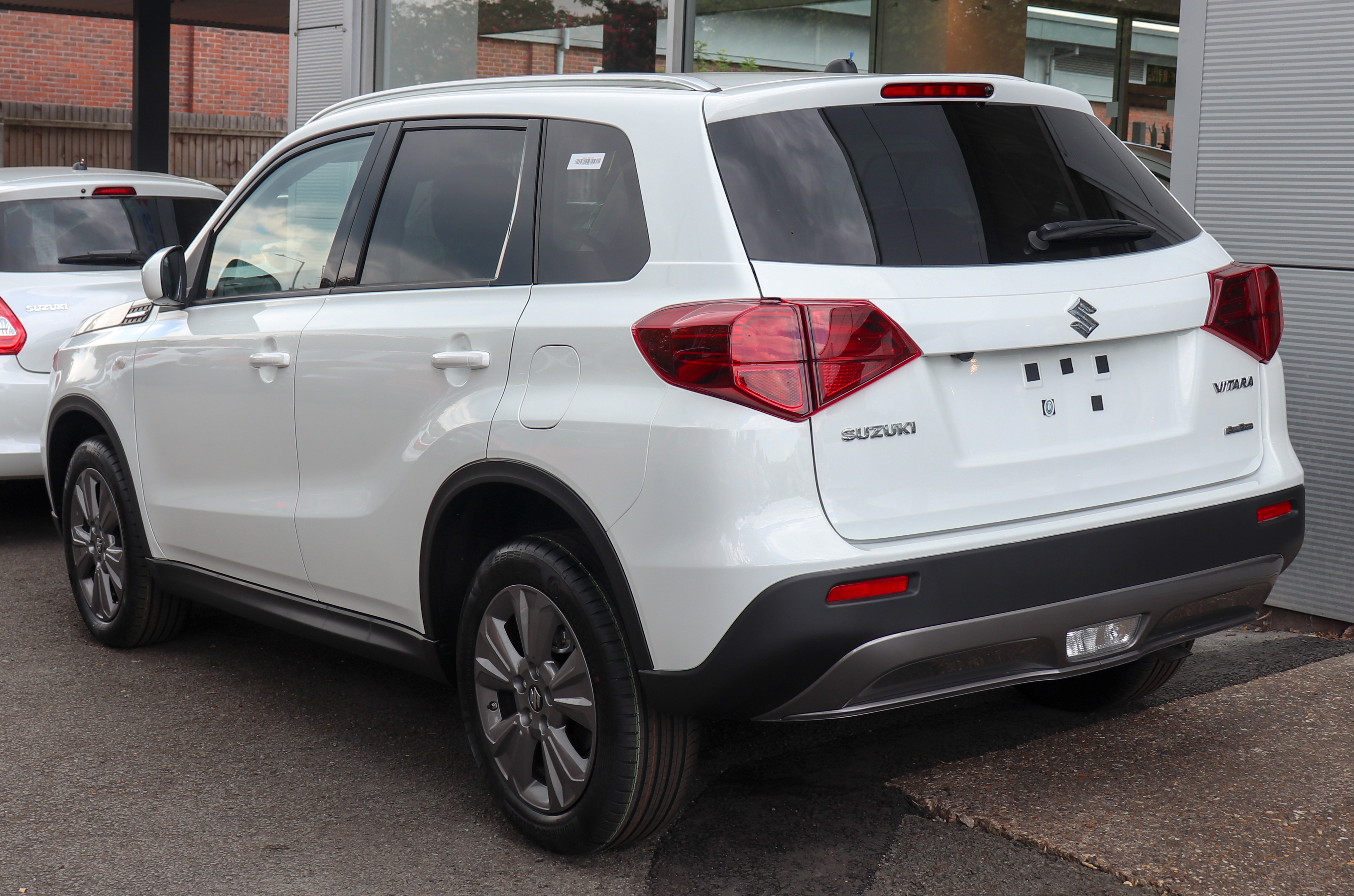
فيتارا (2019) شد الخلفية
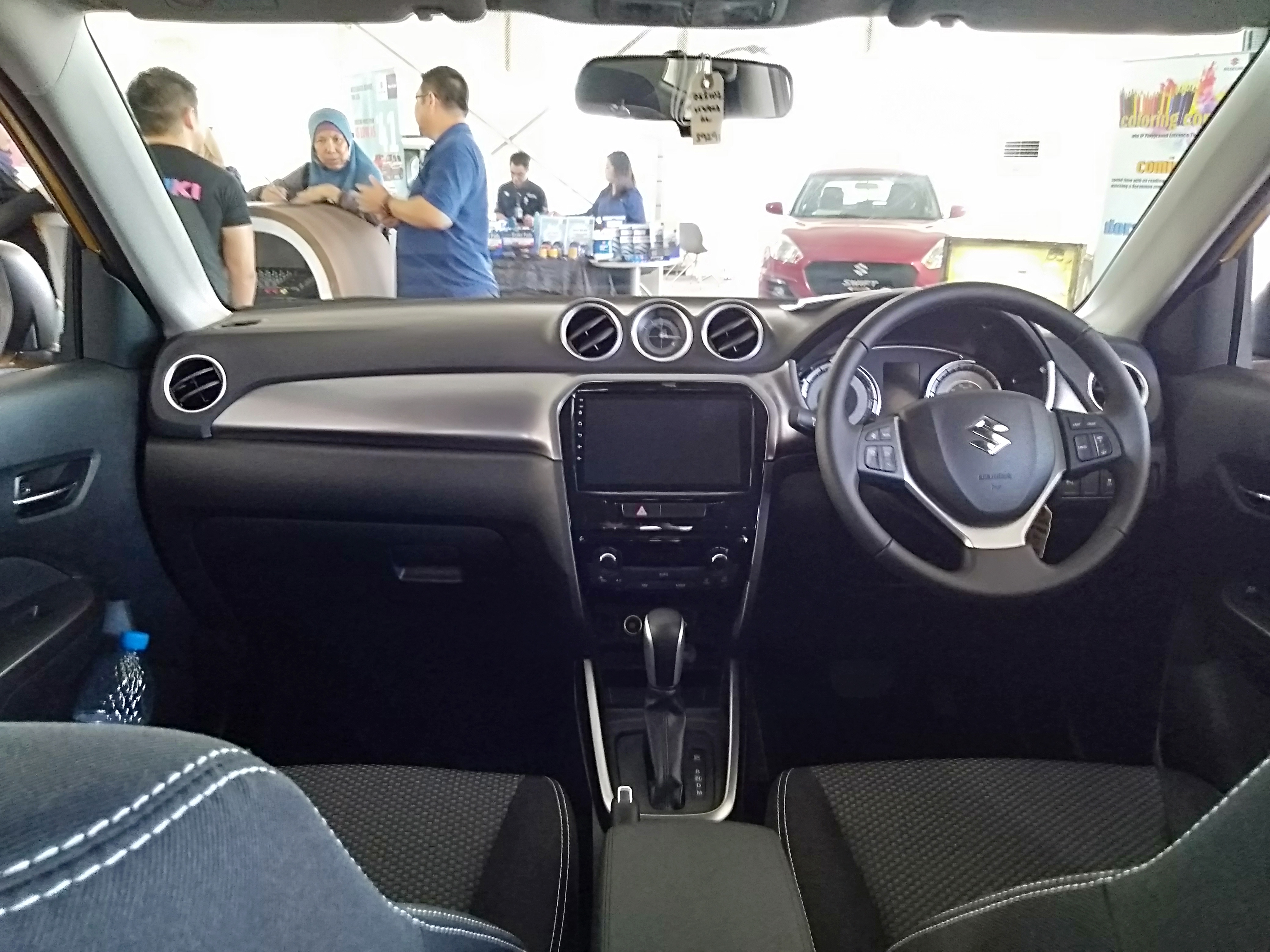
فيتارا (2020) من الداخل

### نسخة محدودة
تم عمل إصدار محدود خصيصاً للمكسيك باسم «كريستال». يقتصر على 290 وحدة فقط.

### المعرض

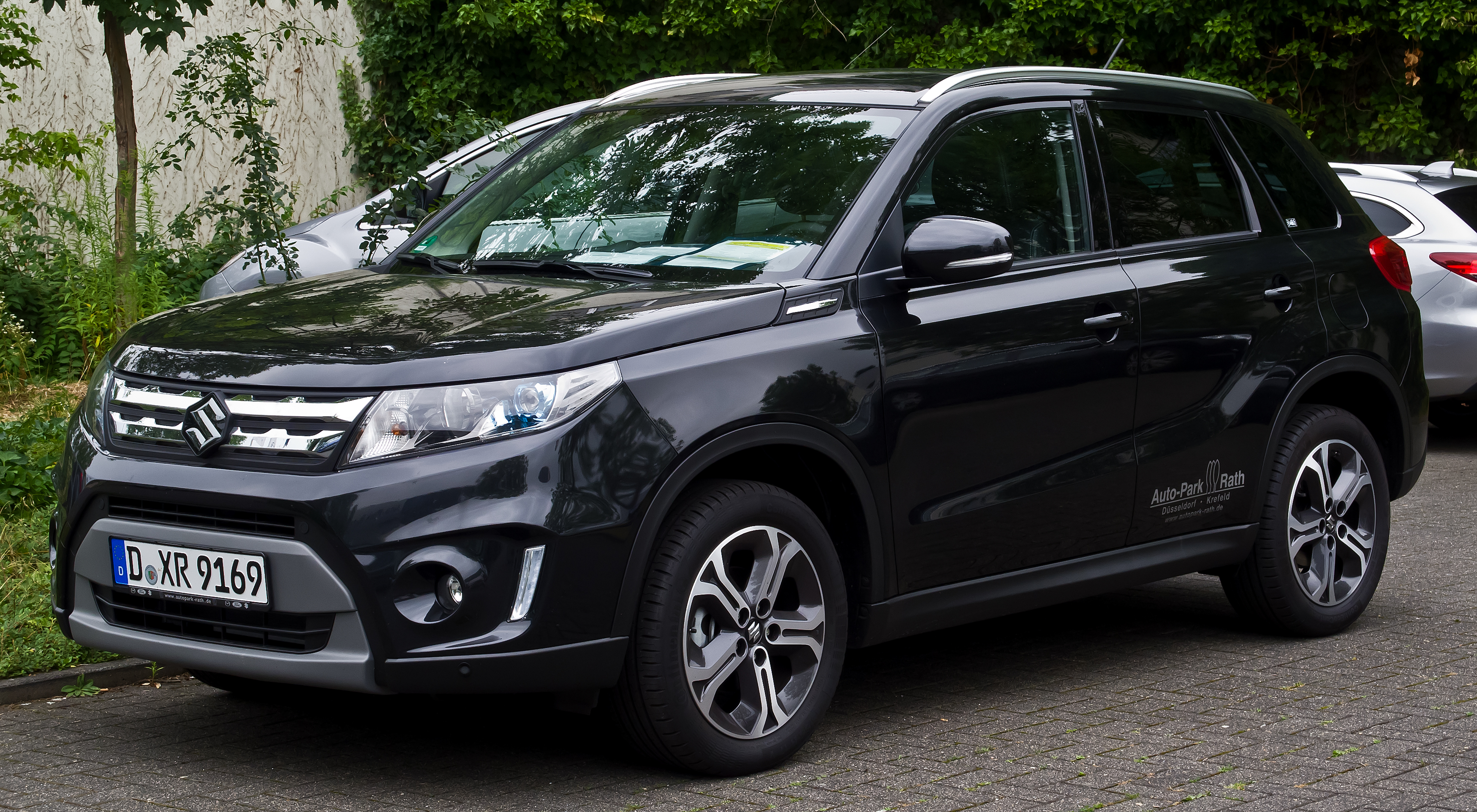
فيتارا كومفورت (2015) الواجهة
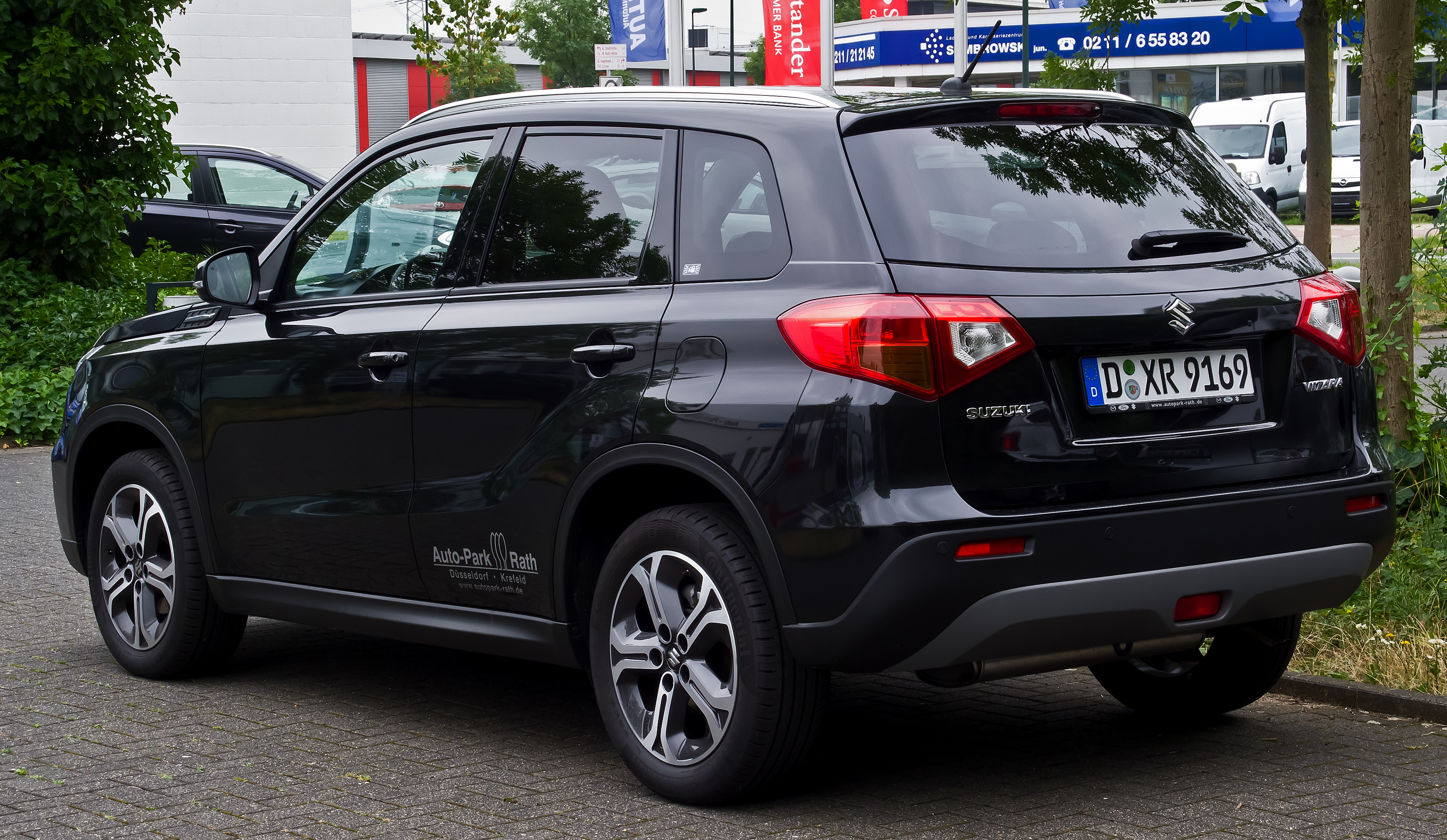
فيتارا كومفورت (2015) الخلف
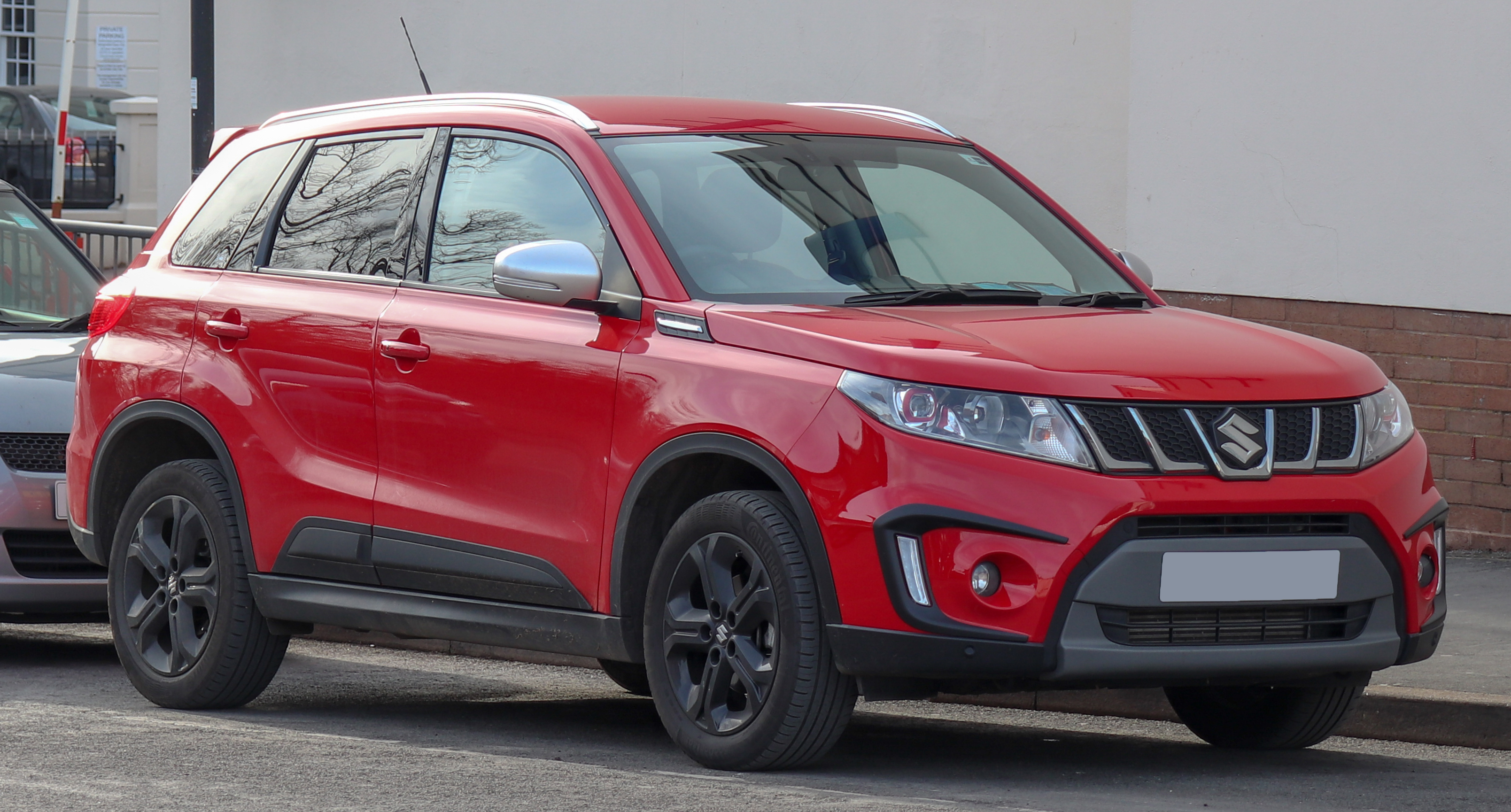
فيتارا أس (2018)
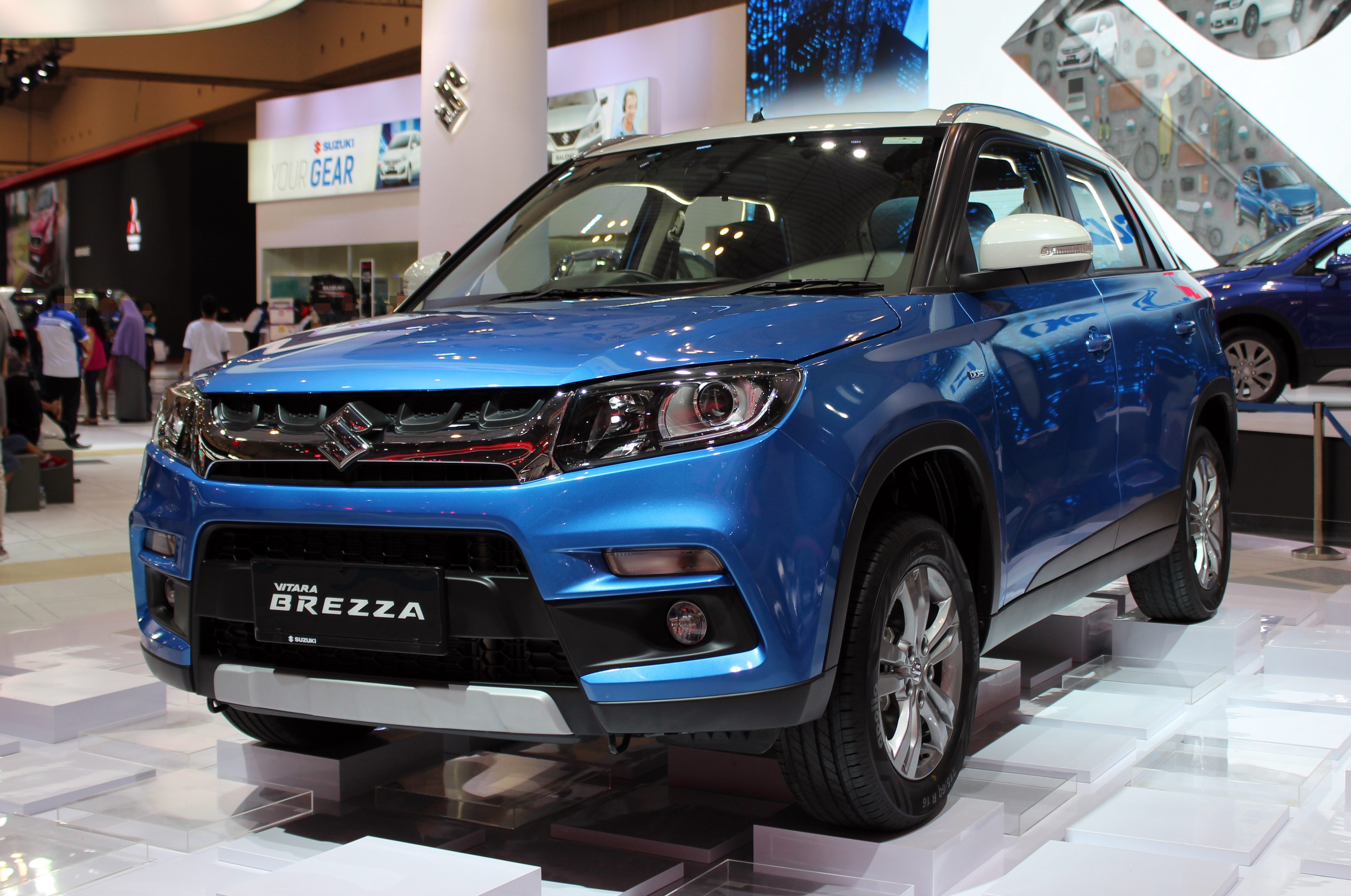
فيتارا بريزا (2015)
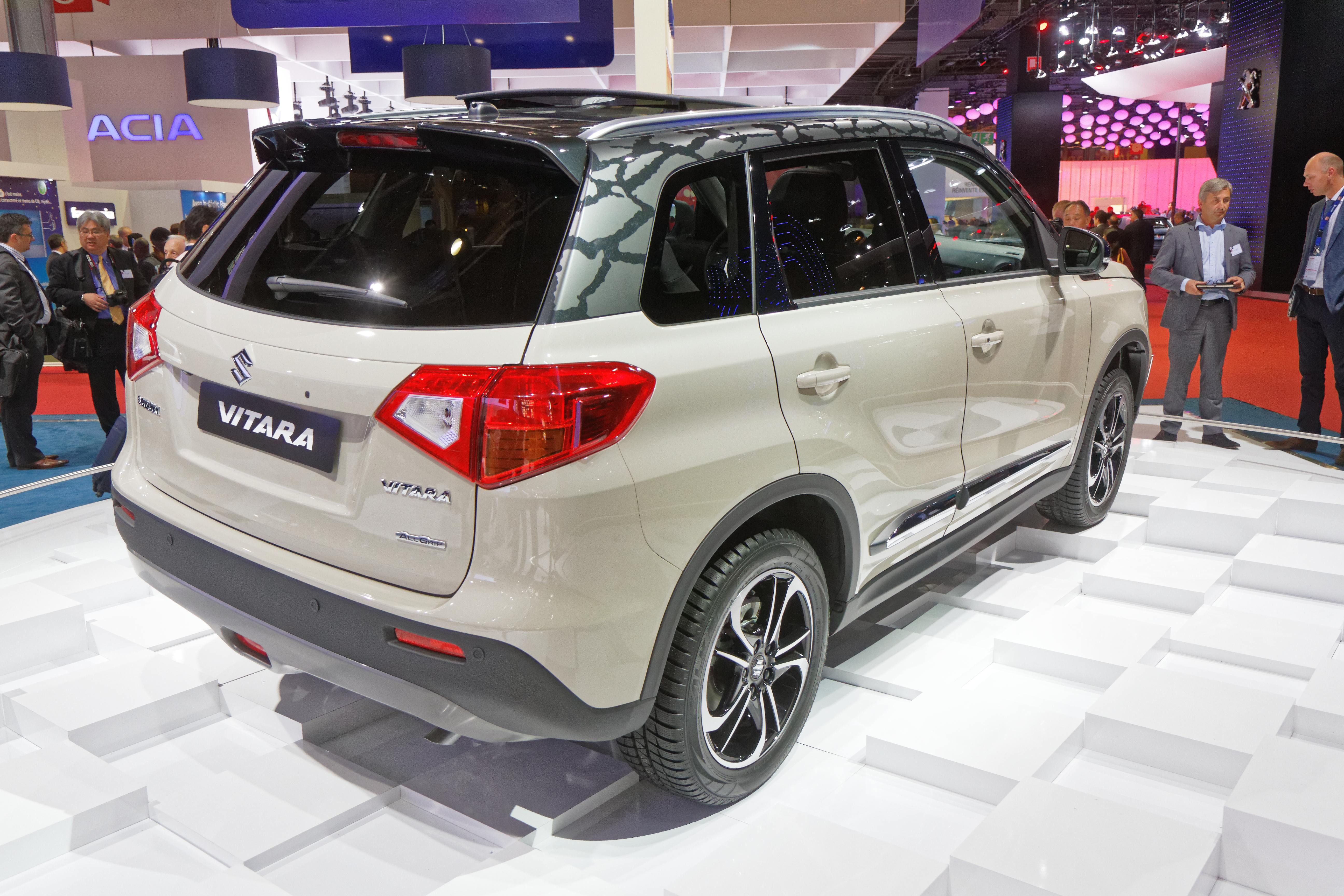
فيتارا (2014)

## السيارات الرياضية
في عام 1994، صنعت سوزوكي إيسكودو بمحركين للتنافس في تسلق التلال. تتميز بمحركين متصلين بشاحن توربيني سعة 1.6 لتر - أحدهما في المقدمة يقود العجلات الأمامية والآخر في الخلف يقود العجلات الخلفية - بقوة مشتركة تبلغ 900 حصان. يبلغ وزن السيارة فارغة 900 كجم.
بقيادة نوبوهيرو "مونستر" تاجيما، احتل المركز الخامس في الترتيب العام في بايكس بيك إنترناشونال هيل كلايمب في عام 1994 وفاز بالحدث في عام 1995، مما جعل «تاجيما» أول سائق ياباني يفوز بالحدث.
لعام 1996، أنتجت سوزوكي إيسكودو جديداً لتسلق التلال، والذي كان يحتوي على محرك V6 مزدوج الشاحن بسعة 2.5 لتر بقوة 732 كيلو واط؛ 995 حصاناً (981 حصاناً) عند 9000 دورة في الدقيقة. كان لديه دفع رباعي ووزنه 800 كجم (1.764 رطلاً). مرة أخرى بقيادة نوبوهيرو تاجيما، احتلت المركز الثاني في بايكس بيك في أعوام 1996 و1998 و1999، وفازت بسباق كوينزتاون جولد راش إنترناشيونال هيل كلايمب في أعوام 1998 و1999 و2000.
فاز إيسكودو الأحدث في بايكس بيك في عام 2006 وفي كوينزتاون في أعوام 2004 و2005 و2006 و2007.

## ذات صلة
ويكيميديا كومنز لديها وسائل الإعلام المتعلقة بسوزوكي فيتارا.

## روابط خارجية
الموقع الرسمي (فيتارا)
الموقع الرسمي (جراند فيتارا)